# Acordo Ortográfico de 1990
O Acordo Ortográfico da Língua Portuguesa de 1990 (abreviado AO90), também denominado Ortografia Unificada da Língua Portuguesa, é um tratado internacional firmado em 1990 com o objetivo de criar uma ortografia unificada para o português, a ser usada por todos os países de língua oficial portuguesa (lusófonos); assinado por representantes oficiais de Angola, Brasil, Cabo Verde, Guiné-Bissau, Moçambique, Portugal e São Tomé e Príncipe na cidade de Lisboa, em 16 de dezembro de 1990. Após a recuperação da independência, Timor-Leste aderiu ao Acordo em 2004. O processo negocial que resultou no Acordo contou com a presença de uma delegação de observadores da Galiza.
O Acordo Ortográfico da Língua Portuguesa de 1990 pretende instituir uma ortografia oficial unificada para a língua portuguesa, com o objetivo explícito de pôr fim à existência de duas normas ortográficas oficiais divergentes, uma no Brasil e outra nos restantes países de língua oficial portuguesa, contribuindo assim, nos termos do preâmbulo do Acordo, para aumentar o prestígio internacional do português. Na prática, o acordo estabelece uma unidade ortográfica de 98% das palavras, contra cerca de 96% na situação anterior. Contudo, um dos efeitos do Acordo foi o de dividir ainda mais estes países, criando agora três normas ortográficas: a do Brasil, de Portugal e dos restantes países africanos que não implantaram o Acordo apesar de o terem assinado. É dado como exemplo motivador pelos proponentes do Acordo o castelhano, que apresenta diferenças, quer na pronúncia quer no vocabulário entre a Espanha e a América hispânica, mas está sujeito a uma só forma de escrita, regulada pela Associação de Academias da Língua Espanhola. Por outro lado, os oponentes têm apontado o facto de a ortografia da língua inglesa (e de tantas outras) apresentar variantes nos diversos países anglófonos, sem que a ortografia inglesa tenha sido objecto de regulação estatal legislada.
A adoção da nova ortografia, de acordo com o Anexo II do Acordo (a Nota Explicativa do Acordo Ortográfico da Língua Portuguesa de 1990, que se baseia numa lista de 110 mil lemas da Academia das Ciências de Lisboa), acarreta alterações na grafia de cerca de 1,6% do total de palavras (lemas) na norma em vigor em Portugal, nos Países Africanos de Língua Oficial Portuguesa (PALOP), no Timor-Leste e na Região Administrativa Especial de Macau e de aproximadamente 0,8% do total de palavras (lemas) na brasileira. Mas, de acordo com o vocabulário elaborado em 2008 pelo Instituto de Linguística Teórica e Computacional (Lisboa) a partir da base de dados linguísticos MorDebe com 135 mil lemas, a percentagem de lemas afetados — ou seja, palavras simples não flexionadas que constituem entradas num dicionário ou vocabulário — ascende a quase 4% na norma europeia. Este número inclui tanto as palavras que apresentam modificações efetivas na grafia, como as que passam a ser variantes legalmente válidas em toda a Comunidade dos Países de Língua Portuguesa (CPLP).
O teor substantivo e o valor jurídico do tratado não suscitaram consenso entre linguistas, filólogos, académicos, jornalistas, escritores, tradutores e personalidades dos setores artístico, universitário, político e empresarial das sociedades dos vários países de língua portuguesa. Na verdade, a sua aplicação tem motivado discordância por motivos técnicos, havendo quem aponte lacunas, erros e ambiguidades no texto do Acordo ou simplesmente conteste a adequação ou a necessidade de determinadas opções ortográficas, como a introdução de facultatividades (i.e., possibilidade de a mesma palavra ter mais do que uma grafia permitida) em vários domínios da ortografia (acentuação, maiusculação e consoantes mudas), a supressão das chamadas "consoantes mudas" (i.e., as que não se pronunciam), as novas regras de hifenização, a supressão do acento diferencial em diversas palavras e a supressão do trema. Também tem havido contestação ao Acordo com fundamentos políticos, económicos e jurídicos, havendo mesmo quem tenha afirmado, em Portugal, a inconstitucionalidade do tratado. Outros ainda afirmaram que o Acordo Ortográfico serve, acima de tudo, a interesses geopolíticos e económicos do Brasil. O certo é que o Art.º 9.º (Tarefas Fundamentais do Estado) da Constituição da República Portuguesa refere expressamente o uso e difusão internacional da língua portuguesa, mas não se conhece nenhum parecer autorizado sobre a inconstitucionalidade do teor das bases ortográficas do Acordo de 1990.[carece de fontes?]
O Acordo Ortográfico de 1990 chegou à década de 2020 sem adoção completa pelos países de língua oficial portuguesa e sem atingir seus objetivos de unificação da ortografia e compilação de um vocabulário comum à Lusofonia. Atualmente, entre os membros da CPLP, apenas Portugal, Brasil e Cabo Verde implantaram o acordo em todas as suas etapas de assinatura, ratificação e transição ortográfica, enquanto o mesmo processo apresenta pendências em demais países de língua oficial portuguesa, inclusive havendo um país, Angola, que nem sequer o ratificou. A ortografia anterior à reforma persiste em vários países, inclusive nas redações de jornais angolanos e moçambicanos.

## Antecedentes

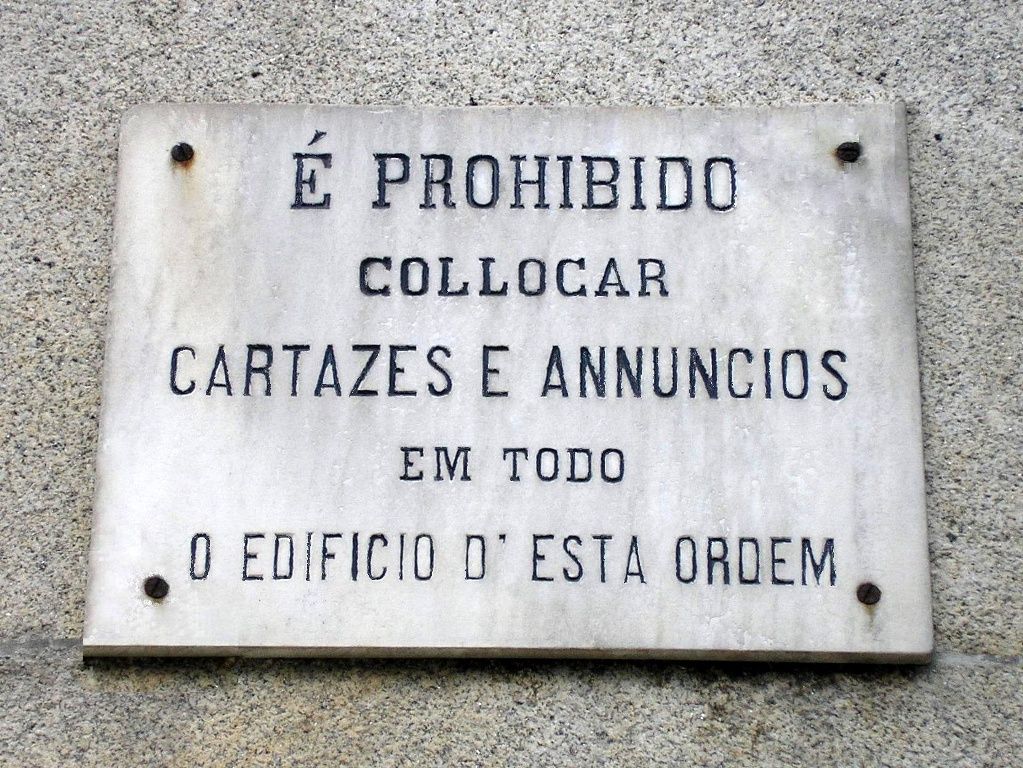
É prohibido collocar annuncios: aviso anterior a 1911 na parede da Igreja do Carmo, no Porto

Até ao início do século XX, tanto em Portugal como no Brasil, seguia-se uma ortografia que, por regra, se baseava nos étimos latino ou grego para escrever cada palavra (exemplos: architectura, caravella, diccionario, diphthongo, estylo, grammatica, lyrio, parochia, kilometro, orthographia, pharmacia, phleugma, prompto, psychologia, psalmo, rheumatismo, sanccionar, theatro, etc.).
Em 1911, no seguimento da implantação da república em Portugal, foi levada a cabo uma profunda reforma ortográfica — a Reforma Ortográfica de 1911 — que modificou completamente o aspeto da língua escrita, aproximando-o muito do atual. No entanto, essa reforma foi feita sem qualquer acordo com o Brasil, pelo que os dois países passaram a ter ortografias diferentes: Portugal com uma ortografia reformada, o Brasil com a ortografia tradicional (dita pseudoetimológica).
Ao longo dos anos seguintes, a Academia das Ciências de Lisboa e a Academia Brasileira de Letras foram protagonizando sucessivas tentativas de estabelecimento de uma grafia comum a ambos os países. Embora tenha sido feito um primeiro acordo em 1931, como os vocabulários que se publicaram em 1940 (em Portugal) e 1943 (no Brasil) continuavam a conter algumas divergências, realizou-se um novo encontro que deu origem ao Acordo Ortográfico de 1945. Este acordo tornou-se lei em Portugal pelo Decreto n. 35.228/45. No Brasil, o Acordo de 1945 foi aprovado pelo Decreto-Lei n. 8.286/45, mas não foi ratificado pelo Congresso Nacional, sendo por fim revogado pela Lei n. 2.623/55, continuando os brasileiros a regular-se pela ortografia do Formulário Ortográfico de 1943.
Novo entendimento entre Portugal e o Brasil — efetivo em 1971 no Brasil e em 1973 em Portugal — aproximou a escrita dos dois países, suprimindo-se os acentos gráficos responsáveis por 70% das divergências entre as duas ortografias oficiais e aqueles que marcavam a sílaba subtónica nos vocábulos derivados com o sufixo -mente ou iniciados por -z- (ex.: sòmente, sòzinho, pèzão). Novas tentativas de acordo saíram goradas em 1975 — em parte devido ao período de convulsão política que se vivia em Portugal — e em 1986 — devido à reação que se levantou em ambos os países, principalmente a propósito da supressão da acentuação gráfica nas palavras esdrúxulas (ou proparoxítonas).
No entanto, como, segundo os proponentes da unificação, a persistência de duas ortografias oficiais da língua portuguesa — a luso-africana e a brasileira — impedia a unidade intercontinental do português e diminuía o seu prestígio no mundo, foi elaborado um "Anteprojeto de Bases da Ortografia Unificada da Língua Portuguesa" em 1988, atendendo às críticas feitas à proposta de 1986, que conduziu à assinatura do novo Acordo Ortográfico em 1990.
Em 1986, após negociações no Encontro de Unificação Ortográfica da Língua Portuguesa ocorrido na cidade do Rio de Janeiro, os países lusófonos presentes em igualdade decidiram, em 12 de maio daquele ano, aprovar as “Bases Analíticas da Ortografia Simplificada da Língua Portuguesa de 1945, renegociadas em 1975 e consolidadas em 1986”.
Os estudiosos contrários ao Acordo apontam para o facto de que nenhum Acordo pode dar prestígio a nenhuma língua, ficando isso à responsabilidade dos falantes. Também sustentam que não se pode aproximar variantes de culturas separadas, dado que cada variante deve ser representativa da sua cultura e não de uma outra. Linguistas, historiadores e críticos comparam o Acordo com uma tentativa de neocolonialismo por parte do Brasil. Defendem que, para as variantes se juntarem, há que se juntar as pessoas — verdadeiras criadoras da língua —, e enquanto estas estiverem separadas culturalmente cada Acordo é um abuso por parte dos políticos.[carece de fontes?]

## Historial do processo

Em destaque, países e regiões onde o português é língua oficial

### Intervenientes
Para a elaboração do Acordo Ortográfico, reuniram-se na Academia das Ciências de Lisboa, no período de 6 a 12 de outubro de 1990, as seguintes delegações:
- Angola: Filipe Zau;
- Brasil: Antônio Houaiss e Nélida Piñon;
- Cabo Verde: Gabriel Moacyr Rodrigues e Manuel Veiga;
- Galiza (observadores): António Gil Hernández e José Luís Fontenla;[31]
- Guiné-Bissau: António Soares Lopes Júnior[32] e João Wilson Barbosa;
- Moçambique: João Pontífice e Maria Eugénia Cruz;
- Portugal: Américo da Costa Ramalho, Aníbal Pinto de Castro, Fernando Cristóvão,[33] Fernando Roldão Dias Agudo;[34] João Malaca Casteleiro, José Tiago de Oliveira,[35] Luís Filipe Lindley Cintra, Manuel Jacinto Nunes, Maria Helena da Rocha Pereira e Vasconcelos Marques;
- São Tomé e Príncipe: Albertino dos Santos Bragança[36] e João Hermínio Pontífice.

Para além destes, no Anteprojeto de Bases da Ortografia Unificada da Língua Portuguesa, de 1988, e no Encontro de Unificação Ortográfica da Língua Portuguesa, realizado na Academia Brasileira de Letras, no Rio de Janeiro, entre 6 e 12 de maio de 1986, intervieram ainda: Maria Luísa Dolbeth e Costa (Angola); Abgar Renault, Adriano da Gama Kury, Austregésilo de Ataíde, Celso Ferreira da Cunha, Eduardo Mattos Portella, Francisco de Assis Balthar Peixoto de Vasconcellos e José Olympio Rache de Almeida (Brasil); Corsino Fortes (Cabo Verde); Paulo Pereira (Guiné-Bissau); Luís Filipe Pereira (Moçambique); Maria de Lourdes Belchior Pontes e Mário Quarin Graça (Portugal).[carece de fontes?]

### Acordo e protocolos modificativos
No artigo 3.º, o "Acordo Ortográfico da Língua Portuguesa (1990)" previa a sua entrada em vigor a 1 de janeiro de 1994, mediante a ratificação de todos os membros. No entanto, como apenas Portugal (em 23 de agosto de 1991), Brasil (em 18 de abril de 1995) e Cabo Verde ratificaram o documento, sua entrada em vigor ficou pendente.
Assim, em 17 de julho de 1998, na cidade da Praia, foi assinado um "Protocolo Modificativo ao Acordo Ortográfico da Língua Portuguesa" que retirou do texto original a data para a sua entrada em vigor, embora continuasse a ser necessária a ratificação de todos os signatários para que o Acordo de 1990 passasse a vigorar.

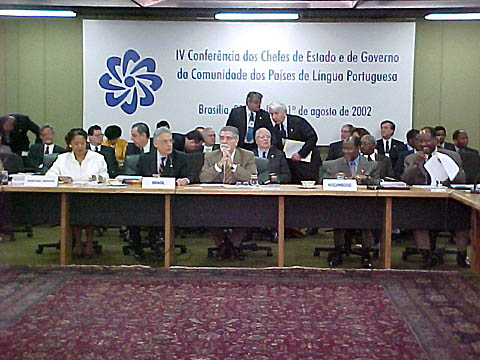
Reunião dos chefes de Estado e de governo da Comunidade dos Países de Língua Portuguesa

Em julho de 2004, os chefes de Estado e de governo da CPLP, reunidos em São Tomé e Príncipe, aprovaram um "Segundo Protocolo Modificativo ao Acordo Ortográfico" que, para além de permitir a adesão de Timor-Leste, previa que, em lugar da ratificação por todos os países, fosse suficiente que três membros da CPLP ratificassem o Acordo Ortográfico para que este entrasse em vigor nesses países.
Vasco Graça Moura, escritor e ex-eurodeputado, um dos mais conhecidos opositores do Acordo, defende que o Segundo Protocolo Modificativo, como qualquer outra convenção internacional, só obriga à sua aplicação em cada país se for ratificado por todos os países signatários, o que ainda não aconteceu. Ou seja, só depois de todos os países ratificarem este Protocolo é que estes ficam obrigados a implementar o Acordo internamente. No entanto, este argumento da ilegalidade da ratificação do Protocolo Modificativo de 2004 é contestado pelo jurista e ex-eurodeputado Vital Moreira.
O Brasil ratificou o "Segundo Protocolo Modificativo" em outubro de 2004 e, em abril de 2005, Cabo Verde também. A 17 de novembro de 2006, de uma assentada, São Tomé e Príncipe ratificou o Acordo e os dois protocolos modificativos, cumprindo-se o estabelecido por este Protocolo. Apesar de, na prática, as novas normas já poderem ter entrado em vigor nos três países que ratificaram o Acordo e os protocolos modificativos, considerou-se inviável avançar sem que Portugal também desse por concluído todo o processo. Após alguns adiamentos, a Assembleia da República portuguesa acabou por ratificar o "Segundo Protocolo Modificativo" em 16 de maio de 2008, sendo o texto promulgado pelo presidente da república Cavaco Silva a 21 de julho de 2008.
Reunidos em Lisboa no dia 25 de julho de 2008, na Declaração sobre a Língua Portuguesa os chefes de Estado e de governo da CPLP manifestaram "o seu regozijo pela futura entrada em vigor do Acordo Ortográfico, reiterando o compromisso de todos os Estados membros no estabelecimento de mecanismos de cooperação, com vista a partilhar metodologias para a sua aplicação prática". Na declaração final da reunião dos ministros da Cultura e Educação havida em Lisboa, em 15 de novembro de 2008, apelou-se "aos Estados Membros que ainda o não fizeram para que ratifiquem os protocolos modificativos e implementem o Acordo Ortográfico e aos que já ratificaram os protocolos modificativos para que estabeleçam no mais curto espaço de tempo uma data comum para implementar a sua utilização nos documentos e publicações oficiais". Paralelamente, o ministro português José António Pinto Ribeiro afirmou que "assim que tivermos o Acordo ratificado por todos os membros da CPLP, temos o instrumento necessário para avançar na ONU e fazer com que o Português seja uma das línguas de trabalho".
A 3 de setembro de 2009, o ministro timorense da Educação, João Câncio Freitas, informou que a ratificação do Acordo Ortográfico já se tinha efetuada, "conforme Resolução do Parlamento Nacional da República Democrática de Timor-Leste". A 24 de novembro do mesmo ano foi a vez de os deputados da Assembleia Nacional Popular da Guiné-Bissau também ratificarem, por unanimidade, o Acordo Ortográfico. Finalmente, a 7 de junho de 2012, o Conselho de Ministros de Moçambique ratificou também o Acordo Ortográfico.
Fica a faltar apenas Angola que, através do Ministério da Educação, começou também a preparar a ratificação do documento, afirmando que entrará em vigor logo que seja ratificado.

### Vocabulário comum
No Artigo 2.º do Acordo Ortográfico de 1990 lê-se:
Os Estados signatários tomarão, através das instituições e órgãos competentes, as providências necessárias com vista à elaboração, até 1 de Janeiro de 1993, de um vocabulário ortográfico comum da língua portuguesa, tão completo quanto desejável e tão normalizador quanto possível, no que se refere às terminologias científicas e técnicas.
Como tal, segundo algumas opiniões, a publicação de um vocabulário ortográfico comum a todos os países lusófonos deveria preceder a entrada em vigor das normas do Acordo Ortográfico. Na verdade, para que haja uma ortografia oficial comum é necessária a existência de um vocabulário comum que inclua as grafias consideradas corretas para todos os povos da lusofonia. É, por exemplo, necessário que esse vocabulário tenha duplas entradas nos casos de dupla grafia (ex.: académico e acadêmico, facto e fato, receção e recepção, etc.), bem como delibere sobre o aportuguesamento de palavras estrangeiras, a adoção de neologismos e as terminologias científicas e técnicas. Os estudiosos que estão contra o Acordo lembram que a quantidade de duplas grafias criadas é um sinal de que a unificação pela oralidade é um absurdo, dado que as pronúncias divergem mesmo dentro de cada país e a língua Portuguesa abrange vários continentes. Unificação pela etimologia é o único critério que pode, de facto, aproximar todas as palavras que divergiram.[carece de fontes?]
Num parecer enviado pela Academia das Ciências de Lisboa ao Instituto Camões em 2005, assinado por João Malaca Casteleiro, aquela instituição manifestou a necessidade da elaboração de um vocabulário comum, corroborando o estipulado no Acordo:
No Acordo Ortográfico de 1990 está prevista a publicação de um Vocabulário Ortográfico Unificado da Língua Portuguesa, elaborado pela Academia das Ciências de Lisboa e pela Academia Brasileira de Letras, com a colaboração das competentes instituições dos países-parceiros do Acordo, o qual constituirá um instrumento de consulta e de resolução de dúvidas, que a aplicação de qualquer Acordo sempre levanta.
Nesse parecer, Malaca Casteleiro declarou ainda que a Academia portuguesa estava preparada e disponível para efetuar num prazo de seis meses (ou seja, até meados de 2006) uma primeira versão do vocabulário com cerca de 400 mil entradas, a submeter à Academia brasileira.
No entanto, em 18 de março de 2009, o presidente da Academia Brasileira de Letras, Cícero Sandroni, apresentou publicamente a nova edição revista e atualizada do Vocabulário Ortográfico da Língua Portuguesa, com a grafia de 381.128 palavras, já com as devidas alterações preconizadas pelas novas regras ortográficas e dirimindo várias dúvidas e omissões presentes no texto do Acordo. O filólogo Evanildo Bechara, responsável pela elaboração deste VOLP, disse que não tinham sido consultados especialistas portugueses porque "em nenhum momento o Acordo fala em vocabulário comum. O VOLP, portanto, é brasileiro, e os outros países de língua portuguesa poderão criar os seus." Este VOLP não contou com a colaboração de instituições portuguesas, alegadamente porque a entrada em vigor do Acordo em Portugal tinha um prazo mais dilatado do que no Brasil. No entanto, podemos assim concluir que vários são os aspectos que divergem as variantes — não só sintáticas mas léxicais — e que retirar tremas e consoantes mudas pouco muda nessa diferença.[carece de fontes?]
Em abril de 2009, o ministro da Cultura português, José António Pinto Ribeiro, levantou a possibilidade de a edição portuguesa do VOLP vir a ser feita por outra entidade, por alegada incapacidade da Academia das Ciências de Lisboa para fazê-lo. No entanto, a Academia das Ciências de Lisboa, em comunicado à imprensa de junho do mesmo ano, anunciava já estar a elaborar uma nova edição do Vocabulário da Língua Portuguesa, a publicar até ao final de 2009. Esta nova edição do Vocabulário da Academia teria a supervisão científica dos professores catedráticos Maria Helena da Rocha Pereira e Aníbal Pinto de Castro, entretanto falecido, tendo a responsabilidade editorial sido entregue à Imprensa Nacional-Casa da Moeda. Antecipando-se à ACL, em outubro do mesmo ano, a Porto Editora lançou um Vocabulário Ortográfico da Língua Portuguesa, sob a orientação científica de João Malaca Casteleiro. A obra contém mais de 180 mil vocábulos da variante europeia e, ainda, mais de cinco mil vocábulos próprios do português do Brasil, assim como africanismos, asiaticismos e galeguismos, além de nomes próprios e topónimos. Em janeiro de 2010 foi publicado, no Portal da Língua Portuguesa, de acesso gratuito, o Vocabulário Ortográfico do Português, com cerca de 150 mil entradas com informação flexional e derivacional, formação de plurais e conjugação de verbos. A obra foi apoiada e financiada pelo Fundo da Língua Portuguesa, sob a alçada de seis ministérios portugueses, e desenvolvida no Instituto de Linguística Teórica e Computacional, de Lisboa, contando com um número alargado de consultores de diversas instituições científicas portuguesas. A 9 de dezembro de 2010, na Resolução que determina a aplicação do Acordo Ortográfico no sistema educativo português no ano letivo de 2011-2012 e, a partir de 1 de janeiro de 2012, em todos os serviços, organismos e entidades do Estado, estipula-se que este mesmo Vocabulário Ortográfico do Português, desenvolvido pelo Instituto de Linguística Teórica e Computacional, é adotado como oficial em Portugal.
Para além das academias brasileira e portuguesa, a Academia Galega da Língua Portuguesa apresentou em 2009 um Léxico da Galiza, com mais de 800 entradas, a ser integrado no Vocabulário Comum. Também Angola anunciou que estava a fazer um levantamento do vocabulário angolano, com vista a vir a incluí-lo no comum.
Com o Acordo Ortográfico já legalmente em vigor em vários países, em junho de 2010 os ministros da Cultura da CPLP anunciaram a criação de um grupo de trabalho com a incumbência de, finalmente, elaborar um Vocabulário Ortográfico Comum da Língua Portuguesa abrangendo todos os países lusófonos, que deveria ficar concluído em julho de 2014.
Entretanto, apesar das ambiguidades do texto do Acordo Ortográfico e das dúvidas que levanta em diversos pontos, tanto em Portugal como no Brasil tem-se dado à estampa sucessivos dicionários de língua portuguesa observando as normas do Acordo Ortográfico.

## Teor
O Acordo Ortográfico da Língua Portuguesa de 1990 é composto por quatro partes:
- Acordo Ortográfico da Língua Portuguesa: é um tratado aprovado em 12 de outubro de 1990 pela Academia das Ciências de Lisboa, pela Academia Brasileira de Letras e por delegações de Angola, Cabo Verde, Guiné-Bissau, Moçambique e São Tomé e Príncipe, com a presença de delegação de observadores da Galiza, e assinado em Lisboa 16 de dezembro de 1990 por representantes de sete países lusófonos. Contém um preâmbulo e quatro artigos.
- Anexo I — Acordo Ortográfico da Língua Portuguesa (1990): é uma lista de vinte e uma bases ortográficas, em que se discrimina o novo alfabeto da língua portuguesa e as caraterísticas da nova ortografia, com exemplos.
- Anexo II — Nota Explicativa do Acordo Ortográfico da Língua Portuguesa (1990): é um texto de caráter explicativo e argumentativo em que se dá conta dos antecedentes da reforma e se explica e justifica as opções tomadas.
- Retificação: é um aditamento da Assembleia da República Portuguesa de 15 de outubro de 1991, em que se corrigem algumas inexatidões do texto do Acordo. Esta retificação, apesar de não fazer parte formalmente do texto da resolução de 1990 que contém o Acordo, deve ser considerada como sua parte integrante.

### Bases
- Base I – Do alfabeto e dos nomes próprios estrangeiros e seus derivados: descreve o alfabeto com a designação usualmente dada a cada letra, introduzindo a letra w e restaurando k e y, proscritas do alfabeto português[77] desde 1911 em Portugal e desde 1943 no Brasil. Mantêm-se, no entanto, as regras fixadas anteriormente que restringem seu uso às abreviaturas, palavras de origem estrangeira ou seus derivados, assim como unidades de medida de curso internacional (p.ex., kilowatt, citado explicitamente no Acordo).[78]
- Base II – Do h inicial e final: aborda o uso do h no início e no final das palavras. Não altera as normas anteriores. No entanto, o facto de não fazer referência expressa à palavra húmido como tendo h inicial, ao contrário do que acontecia no texto do Acordo Ortográfico de 1945, levou a que se aventasse a hipótese de essa palavra passar a ser grafada exclusivamente úmido em toda a Lusofonia, tal como é uso no Brasil. No entanto, os dicionários publicados subsequentemente têm mantido ambas as grafias — húmido e úmido — como válidas.[78]
- Base III – Da homofonia de certos grafemas consonânticos: aborda a homofonia existente entre certos grafemas consonânticos originados, fundamentalmente, na história das palavras. Especificamente, dá-se atenção à distinção gráfica entre ch e x; entre g, com valor de fricativa palatal, e j; entre as letras s, ss, c, ç e x, que representam sibilantes surdas; entre s de fim de sílaba (inicial, interior e final) e x e z com idêntico valor fónico; e entre as letras interiores s, x e z, que representam sibilantes sonoras. Não estão previstos nesta base os casos em que a tradição lexicográfica portuguesa e a brasileira divergem no uso de ch e x (por exemplo: champô e xampu, chichi e xixi); no uso de g e j (por exemplo: alforge e alforje, beringela e berinjela); no uso de ss e ç (por exemplo: missanga e miçanga). No entanto, são explicitamente citados os exemplos Singapura e Sintra, pelo que se deduz que as variantes Cingapura e Cintra, ainda comuns no Brasil, são arcaicas e constituem erro.[78]
- Base IV – Das sequências consonânticas: define a supressão das chamadas consoantes mudas, ainda em uso em Portugal, e os casos de dupla grafia. Aborda o uso do c com valor de oclusiva velar, das sequências interiores cc (segundo c com valor de sibilante), cç e ct, e o p das sequências interiores pc (c com valor de sibilante), pç e pt, que ora se conservam, ora se eliminam. Define, também, a facultatividade do uso, quando há oscilação entre a prolação e o emudecimento, do b da sequência bd; (em súbdito); do b da sequência bt (em subtil e seus derivados); do g da sequência gd (em amígdala, amigdalite, etc.); do m da sequência mn (em amnistia, indemnizar, omnipotente, omnisciente, etc.); e do t da sequência tm (em aritmética e aritmético).[78]
- Base V – Das vogais átonas: regula o emprego do e e do i e do o e do u, em sílaba átona, estabelecidos fundamentalmente por razões etimológicas e histórico-fonéticas.[78]
- Base VI – Das vogais nasais: aborda a representação das vogais nasais, que se representam por til, por m ou por n.[78]
- Base VII – Dos ditongos: define os ditongos orais, tónicos ou átonos, distribuídos por dois grupos gráficos principais, conforme o segundo elemento do ditongo é representado por i ou u: ai, ei, éi, ui; au, eu, éu, iu, ou; os ditongos representados por vogal com til e semivogal; e os ditongos representados por uma vogal seguida da consoante nasal m.[78]
- Base VIII - Da acentuação gráfica das palavras oxítonas: regula o uso do acento agudo e do acento circunflexo, bem como os casos em que se prescinde de acento gráfico para distinguir palavras oxítonas homógrafas, mas heterofónicas, e as exceções. Define, também, os casos de dupla acentuação, atendendo às diferenças de pronúncia entre o português europeu e o português brasileiro, já que o sistema de acentuação gráfica do português não se limita, em geral, a assinalar apenas a tonicidade das vogais sobre as quais recaem os acentos gráficos, mas distingue também o seu timbre.[78]
- Base IX - Da acentuação gráfica das palavras paroxítonas: define as palavras que recebem acento agudo e circunflexo, bem como as que não são acentuadas graficamente. Também aqui são previstos algumas facultatividades e casos de dupla acentuação.[78]
- Base X - Da acentuação das vogais tónicas/tônicas grafadas i e u das palavras oxítonas e paroxítonas: aborda os casos em que levam acentuação gráfica as vogais tónicas grafadas i e u das palavras oxítonas e paroxítonas e os casos em que ela não se aplica.[78]
- Base XI – Da acentuação gráfica das palavras proparoxítonas: define os casos em que nas palavras proparoxítonas, reais ou aparentes, aplica-se o acento agudo; os casos em que se aplica o acento circunflexo; e os casos em que tanto podem levar acento agudo como acento circunflexo, dependendo do timbre, respetivamente, aberto ou fechado nas pronúncias cultas da língua das vogais tónicas e ou o em final de sílaba, quando seguidas de consoantes nasais grafadas com m ou n.[78]
- Base XII – Do emprego do acento grave: aborda os casos em que o acento grave deve ser utilizado.[78]
- Base XIII – Da supressão dos acentos em palavras derivadas: trata especificamente dos casos dos advérbios terminados em -mente, derivados de adjetivos com acento agudo ou circunflexo, e das palavras derivadas que contêm sufixos iniciados por z e cujas formas de base apresentam vogal tónica com acento agudo ou circunflexo. Esta supressão já era prática no Brasil desde 1971 e nos restantes países lusófonos desde 1973.[78]
- Base XIV – Do trema: estipula a supressão completa do trema, sinal de diérese, em palavras portuguesas ou aportuguesadas, excetuando-se em palavras derivadas de nomes próprios estrangeiros (por exemplo: mülleriano, de Müller).[78]
- Base XV – Do hífen em compostos, locuções e encadeamentos vocabulares: define o emprego do hífen nas palavras compostas por justaposição; nos topónimos compostos; nas palavras compostas que designam espécies botânicas e zoológicas; nos compostos com os advérbios bem, mal, além, aquém, recém e sem; nas locuções de qualquer tipo, sejam elas substantivas, adjetivas, pronominais, adverbiais, prepositivas ou conjuncionais; e na ligação de duas ou mais palavras que ocasionalmente se combinam, formando encadeamentos vocabulares ou combinações históricas ou ocasionais de topónimos.[78]
- Base XVI – Do hífen nas formações por prefixação, recomposição e sufixação: especifica os casos em que se emprega o hífen nas formações com prefixos e em formações por recomposição; os casos em que inequivocamente se não emprega; e o seu uso nos vocábulos de origem tupi-guarani.[78]
- Base XVII – Do hífen na ênclise, na tmese e com o verbo haver: aborda o emprego do hífen na ênclise e na tmese, além de seu não uso nas ligações da preposição de às formas monossilábicas do presente do indicativo do verbo haver.[78]
- Base XVIII – Do apóstrofo: estipula os casos em que o apóstrofo é indicado e os casos em que ele não é admissível.[78]
- Base XIX – Das minúsculas e maiúsculas: define os casos em que as letras maiúscula e minúscula iniciais devem ser usadas. É ressalvada a possibilidade de que obras especializadas possam observar outras regras, provindas de códigos ou normalizações específicas (terminologias antropológica, geológica, bibliológica, botânica, zoológica, etc.), promanadas de entidades científicas ou normalizadoras reconhecidas internacionalmente.[78]
- Base XX – Da divisão silábica: aborda a divisão silábica, designadamente os casos em que as sucessões de duas consoantes podem ou não ser divididas; a divisão de vogais; e a dos digramas.[78]
- Base XXI – Das assinaturas e firmas: assegura a possibilidade de que indivíduos, firmas comerciais, nomes de sociedades, marcas e títulos com registo público possam manter a escrita presentemente adotada.[78]

### Nota explicativa
"A existência de duas ortografias oficiais da língua portuguesa, a lusitana e a brasileira, tem sido considerada como largamente prejudicial para a unidade intercontinental do português e para o seu prestígio no Mundo." Assim começa a Nota Explicativa do Acordo Ortográfico da Língua Portuguesa, redigida pelo grupo proponente do texto do Acordo. Acompanhando o Acordo Ortográfico, este é o documento em que são explicitadas as diversas alterações em relação às grafias anteriores e se justificam as opções tomadas.

#### Memória breve dos acordos ortográficos
Historial das sucessivas iniciativas tendentes à unificação ortográfica entre Portugal e Brasil empreendidas desde que, em 1911, Portugal levou a cabo a primeira grande reforma ortográfica da língua portuguesa, não extensível ao Brasil. A máxima diferenciação ortográfica verificou-se aquando da adoção do Formulário Ortográfico de 1943 no Brasil e do Acordo Ortográfico de 1945 em Portugal. Quase três décadas mais tarde, em 1971 no Brasil e em 1973 em Portugal, foram promulgadas leis que reduziram substancialmente as divergências ortográficas entre os dois países. No entanto, iniciativas levadas a cabo em 1975 e, principalmente, em 1986 (esta última já com representantes os cinco novos países africanos lusófonos) falharam nos seus intuitos de formulação de regras ortográficas únicas para todos os países de língua portuguesa.

#### Razões do fracasso dos acordos ortográficos anteriores
O grande motivo do malogro do Acordo Ortográfico de 1945 e da tentativa de acordo de 1986 residiu na tentativa de imposição de uma unificação ortográfica absoluta.
Em 1945 propunha-se uma unificação ortográfica que englobava a totalidade do vocabulário geral da língua. No entanto, isso seria conseguido principalmente através da reintrodução no Brasil das chamadas consoantes mudas ou não articuladas e da generalização da prática portuguesa de grafar com acento agudo, e não circunflexo, as vogais tónicas e e o, seguidas das consoantes nasais m e n, nas palavras proparoxítonas (ou esdrúxulas). No entanto, tais propostas acabaram por não ser aceitas pelos brasileiros. Na tentativa de acordo de 1986, por seu lado, propunha-se, também, uma unificação ortográfica praticamente absoluta, mas à custa de uma drástica simplificação do sistema de acentuação gráfica, pela supressão dos acentos nas palavras proparoxítonas e paroxítonas, o que não foi bem aceito por uma parte substancial da opinião pública portuguesa.
Perante a inviabilidade de igualar em absoluto na escrita divergências que assentam em claras diferenças de pronúncia, houve que se optar por "uma versão menos forte do que as que foram conseguidas em 1945 e 1986", porém "ainda assim suficientemente forte para unificar ortograficamente cerca de 98% do vocabulário geral da língua".

#### Forma e substância do novo texto
O Acordo Ortográfico de 1990 valoriza o critério fonético (ou da pronúncia), com certo detrimento do critério etimológico. É o critério da pronúncia que dita a supressão gráfica das consoantes mudas, ainda mantidas fora do Brasil essencialmente por razões etimológicas. E é também o critério da pronúncia que leva a manter um certo número de grafias duplas — caráter e carácter, facto e fato, sumptuoso e suntuoso, etc. — e de dupla acentuação gráfica — económico e econômico, efémero e efêmero, bónus e bônus, bebé e bebê, metro e metrô, etc.

#### Conservação ou supressão das consoantesc,p,b,g,metem certas sequências consonânticas
Na solução a adotar na grafia das consoantes c e p, em certas sequências consonânticas interiores, tem residido uma das principais dificuldades na unificação da ortografia da língua portuguesa, já que existem fortes divergências na sua articulação:
1. No caso destas consoantes serem invariavelmente proferidas em todo o espaço geográfico da língua portuguesa — compacto, ficção, pacto, adepto, aptidão, núpcias, etc. —, não existe qualquer problema ortográfico, já que tais consoantes não podem deixar de grafar-se.[83]
2. Nos casos em que tais consoantes não são proferidas em nenhuma pronúncia culta da língua — acção, afectivo, direcção, adopção, exacto, óptimo, etc. —, que apenas se escreviam na norma gráfica lusitana e já não na brasileira, a solução adotada[84] foi a de as suprimir, por uma questão de coerência e de uniformização de critérios, apesar de terem levantado dúvidas e confusão na interpretação de textos. As palavras afetadas por tal supressão em Portugal foram estimadas em 0,54% do vocabulário geral da língua, apesar de se tratar de palavras de uso muito frequente. A confusão que deriva destas mudanças deve-se às palavras que ficaram homógrafas ou que são homófonas.
3. Nos casos em que se verifica oscilação de pronúncia — por exemplo: facto e receção em Portugal, mas fato e recepção no Brasil, — a solução encontrada foi consagrar a dupla grafia.[85] O mesmo se passa nos poucos casos em que a oscilação da pronúncia se verifica quanto às consoantes b, g, m e t — súbdito e súdito, amígdala e amídala, amnistia e anistia, etc.[86] O número de palavras abrangidas pela dupla grafia é de cerca de 0,5% do vocabulário geral da língua, embora nele se incluam alguns vocábulos de uso muito frequente.[87]

#### Sistema de acentuação gráfica
O sistema de acentuação gráfica do português que, na essência, remonta à Reforma Ortográfica de 1911, não se limita a assinalar a tonicidade das vogais sobre as quais recaem os acentos gráficos, mas distingue também o timbre destas. Assim, e tendo em conta as diferenças de pronúncia entre o português europeu e o do Brasil, era natural que surgissem divergências de acentuação gráfica entre as duas realizações da língua. Este e outros argumentos fizeram Malaca Casteleiro admitir que a unificação a 100% é mito e que Academia de Ciências de Lisboa nunca adoptou o Acordo.
Não tendo sido possível estender ao Brasil a prática lusitana de acentuação gráfica, conforme tentado em 1945, por um lado, e, por outro, tendo grande parte da opinião pública portuguesa recusado a abolição dos acentos nas palavras proparoxítonas e paroxítonas proposta em 1986, a única solução foi conservar a dupla acentuação gráfica em determinados casos perfeitamente delimitados e onde é possível enunciar uma regra de aplicação.
Surgem assim as duplas grafias em certas palavras nas vogais tónicas e e o que soam abertas em Portugal e nos países africanos, recebendo, por isso, acento agudo, mas que são de timbre fechado em grande parte do Brasil, grafando-se por conseguinte com acento circunflexo: académico e acadêmico, cómodo e cômodo, efémero e efêmero, fenómeno e fenômeno, ónus e ônus, pónei e pônei, Vénus e Vênus, matiné e matinê, judo e judô, etc. Os casos de dupla acentuação gráfica abrangem aproximadamente 1,27% do vocabulário geral da língua.
O Acordo Ortográfico preconiza, também, a supressão de acentos gráficos em certas palavras do tipo de para (á), flexão de parar; pelo (ê), substantivo, pelo (é), flexão de pelar, etc., as quais são homógrafas, respetivamente, das proclíticas para, preposição; pelo, contração de per e lo, etc. Como razões justificativas invoca-se a coerência com a abolição do acento gráfico já consagrada em casos semelhantes, como, por exemplo: acerto (ê), substantivo, e acerto (é), flexão de acertar; acordo (ô), substantivo, e acordo (ó), flexão de acordar; cor (ô), substantivo, e cor (ó), elemento da locução de cor; sede (ê) e sede (é), ambos substantivos; etc. Para além disso, refere-se que, tratando-se de pares cujos elementos pertencem a classes gramaticais diferentes, o contexto sintático permite distinguir claramente tais homógrafas.
O texto ortográfico advoga que, no Brasil, não se acentuem com acento circunflexo palavras paroxítonas como abençoo, flexão de abençoar; enjoo substantivo e flexão de enjoar; moo, flexão de moer; povoo, flexão de povoar; voo, substantivo e flexão de voar, etc., nem se acentuem graficamente os ditongos ei e oi tónicos das palavras paroxítonas. Assim, palavras como assembleia, boleia, ideia, que na norma gráfica brasileira se escreviam com acento agudo, por o ditongo soar aberto, passarão a escrever-se sem acento, tal como aldeia, baleia ou cheia.
A supressão do acento nestes casos justifica-se, não apenas por permitir eliminar uma diferença entre a prática ortográfica brasileira e a lusitana, mas ainda pelas seguintes razões: porque tal supressão é coerente com a já consagrada eliminação do acento em casos de homografia heterofónica, já referida, e também porque no sistema ortográfico português não se assinala, em geral, o timbre das vogais tónicas a, e e o das palavras paroxítonas, já que a língua portuguesa se carateriza pela sua tendência para a paroxitonia. O sistema ortográfico não exige, pois, a distinção entre, por exemplo: cada (â) e fada (á); para (â) e tara (á); espelho (ê) e velho (é); escrevera (ê), flexão de escrever, e primavera (é); moda (ó) e toda (ô); virtuosa (ó) e virtuoso (ô); etc.

#### Emprego do hífen
Através da consulta de dicionários e da leitura de textos portugueses e brasileiros deparamo-nos, no que respeita ao emprego do hífen, com muitas oscilações e grafias duplas, ou seja, com hífen e sem hífen: ante-rosto e anterrosto, co-educação e coeducação, pré-frontal e prefrontal, sobre-saia e sobressaia, aero-espacial e aeroespacial, agro-pecuária e agropecuária, alvéolo-dental e alveolodental, micro-ondas e microondas; etc. Estas oscilações devem-se a uma certa ambiguidade e falta de sistematização das regras consagradas nos textos anteriores, designadamente no de 1945, sobre esta matéria. Tornava-se, pois, necessário reformular tais regras de modo mais claro, sistemático e simples.
Em 1986 foi proposta uma enorme simplificação e redução do uso do hífen mas, talvez por alterar bastante a prática ortográfica vigente neste domínio, provocaram grande polémica na opinião pública portuguesa. Muitas destas críticas foram tidas em consideração na redação do texto de 1990:
1. O hífen nos compostos:[94] como neste domínio não se verificam praticamente divergências, nem nos dicionários nem na imprensa escrita, entre Portugal e Brasil, o emprego do hífen nos compostos, locuções e encadeamentos vocabulares mantém-se conforme estabelecido em 1945, apenas se reformulando as regras de modo mais claro e sucinto.
2. O hífen nas formas derivadas:[95] o emprego do hífen nas formações por prefixação e por recomposição, isto é, nas formações com prefixos e pseudoprefixos de origem grega ou latina, apresentam-se algumas alterações: emprega-se o hífen quando o segundo elemento da formação começa por h ou pela mesma vogal ou consoante com que termina o prefixo ou pseudoprefixo — anti-higiénico, contra-almirante, hiper-resistente —; emprega-se o hífen quando o prefixo ou falso prefixo termina em m e o segundo elemento começa por vogal, m ou n — circum-murado, circum-navegação, pan-africano —; as restantes regras são formuladas em termos de unidades lexicais, como acontece com oito delas: ex-, sota-, soto-, vice-, vizo-, pós-, pré- e pró-.
3. O hífen na ênclise e tmese:[96] mantêm-se as regras de 1945, exceto no caso das formas hei de, hás de, há de, etc., em que passa a suprimir-se o hífen. Nestas formas verbais o uso do hífen não tem justificação, já que a preposição de funciona ali como mero elemento de ligação ao infinitivo com que se forma a perífrase verbal — hei de ler —, na qual de é mais proclítica do que apoclítica.[79]

Noutros casos, porém, uniformiza-se o não emprego do hífen, nos casos em que o prefixo ou o pseudoprefixo termina em vogal e o segundo elemento começa por r ou s, estas consoantes dobram-se, como já acontece com os termos técnicos e científicos — antirreligioso, microssistema —; nos casos em que o prefixo ou o pseudoprefixo termina em vogal e o segundo elemento começa por vogal diferente daquela, as duas formas aglutinam-se, sem hífen, como já sucede igualmente no vocabulário científico e técnico — antiaéreo, aeroespacial.

#### Outras alterações de conteúdo
1. Inserção do alfabeto:[97] uma inovação do texto do Acordo Ortográfico de 1990 em relação a documentos idênticos anteriores é a inclusão do alfabeto português que passa a integrar também as letras k, w e y. Isto deve-se, principalmente, ao facto de os dicionários da língua já registarem estas letras, pois existe um razoável número de palavras do léxico português iniciado por elas; e também porque já existem muitas palavras que se escrevem com aquelas letras nos países africanos de língua oficial portuguesa. Apesar da inclusão no alfabeto destas três letras, mantiveram-se as regras anteriores que restringem o seu uso, pois existem outros grafemas com o mesmo valor fónico daquelas.
2. Abolição do trema:[98] no Brasil, o emprego desse diacrítico só foi largamente restringido[99] em 1971,[100] ficando apenas reservado às sequências gu e qu seguidas de e ou i, nas quais o u se pronuncia — agüentar, eloqüente, eqüestre, etc. Com o objetivo de eliminar mais um fator que perturbava a unificação da ortografia portuguesa, o Acordo Ortográfico de 1990 propõe a supressão completa do trema, ressalvando apenas as palavras derivadas de nomes próprios estrangeiros com trema — mülleriano, de Müller, etc.[79]

#### Estrutura do novo texto
O texto do Acordo Ortográfico de 1990 foi organizado seguindo o modelo das Bases Analíticas da Ortografia Simplificada, de 1986, reunindo numa mesma base matéria afim, dispersa por diferentes bases em textos anteriores. Através de um título sucinto dá-se conta do conteúdo consagrado em cada base, optando-se por um sistema de numeração tradicional que permite uma melhor e mais clara arrumação da matéria aí contida. Para facilitar a compreensão e aprendizagem das propostas do Acordo, o mesmo foi alegadamente (como se lê no próprio texto) redigido de acordo com as normas que preconiza.

## Principais alterações
O Acordo Ortográfico prevê alterações na maneira de escrever das pessoas que falam a língua portuguesa. No Brasil as alterações serão maiores na acentuação, e nos restantes países terá mais efeito nas designadas consoantes mudas.

### Mudanças no Brasil
No Brasil, aproximadamente 0,8% das palavras sofreram modificações. Estas alterações incidem, nomeadamente, na eliminação dos acentos em terminações -éia e -ôo, como em assembléia e enjôo, que passam a escrever-se assembleia e enjoo, respectivamente.
Outra mudança foi a eliminação do trema: palavras formadas por qü e gü em que o u é pronunciado, como em freqüência e lingüiça, passam a escrever-se frequência e linguiça, respectivamente, embora a pronúncia continue sendo a mesma. Assim, o uso do trema fica restrito a palavras adaptadas de línguas estrangeiras, tais como mülleriano.
| Antes                  | Depois                 |
| ---------------------- | ---------------------- |
| lingüiça               | linguiça               |
| pingüim                | pinguim                |
| freqüente / freqüência | frequente / frequência |
| qüinqüênio             | quinquênio             |
| assembléia             | assembleia             |
| idéia                  | ideia                  |
| estréia                | estreia                |
| européia               | europeia               |
| abençôo                | abençoo                |
| baiúca                 | baiuca                 |
| enjôo                  | enjoo                  |
| vôo                    | voo                    |
| Cingapura              | Singapura              |

### Mudanças nos restantes países lusófonos

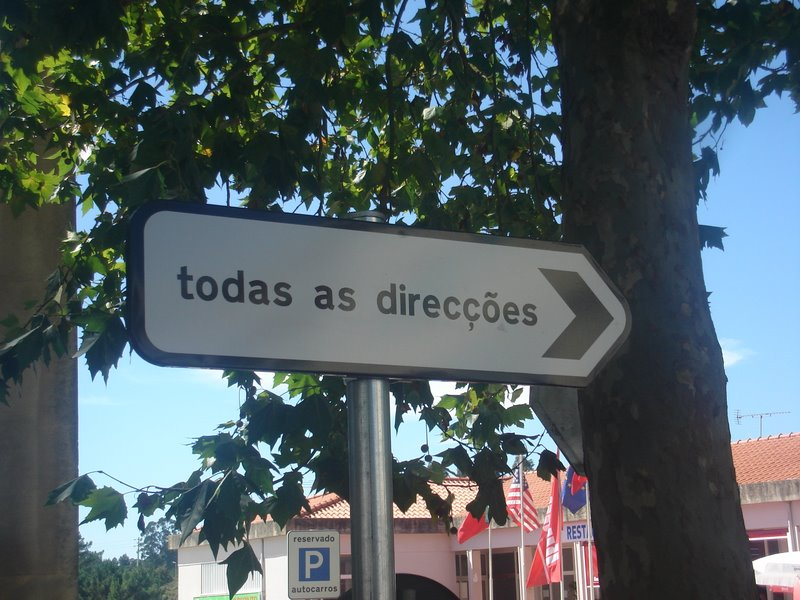
Placa de sinalização em Portugal

Segundo os promotores do Acordo, nos países lusófonos que não o Brasil, as mudanças afetaram cerca de 1,6% do vocabulário total, não tendo sido quantificada a frequência das palavras cuja grafia é alterada, as quais são bastante frequentes. As alterações mais significativas consistem na eliminação sistemática das consoantes c e p em palavras em que estas letras sejam invariavelmente não articuladas nas variantes cultas da língua, como óptimo e correcto, que se passam a escrever ótimo e correto, respetivamente. Elimina-se também o hífen nas formas verbais hão-de e há-de.
Chegou a ser referida a eliminação do h em certas palavras como humidade e húmido que se passariam a escrever como no Brasil, umidade e úmido respetivamente.  No entanto, o texto do Acordo é omisso nestes casos. No texto vem que é suprimido o h inicial "quando, apesar da etimologia, a sua supressão está inteiramente consagrada pelo uso" (Base II, art. 2, al. a). Como os usos diferem de país para país, há de facto dupla grafia no caso destas palavras.
| Antes          | Depois       |
| -------------- | ------------ |
| acção          | ação         |
| acto           | ato          |
| actor / actriz | ator / atriz |
| adoptar        | adotar       |
| afecto         | afeto        |
| direcção       | direção      |
| intercepção    | interceção   |
| objectivo      | objetivo     |
| óptimo         | ótimo        |
| recepção       | receção      |
| seleccionar    | selecionar   |
| Egipto         | Egito        |
| há-de          | há de        |
| hão-de         | hão de       |

### Mudanças em todos os países lusófonos
Alteram-se as regras do hífen e suprimem-se alguns acentos agudos como nas paroxítonas (palavras graves) que têm "ói" na sílaba tônica. Por exemplo, jóia, heróico e andróide passam a joia, heroico e androide, tal como já acontecia com comboio ou dezoito.
Exemplos:
| Antes                       | Depois               |
| --------------------------- | -------------------- |
| contra-regra                | contrarregra         |
| extra-escolar               | extraescolar         |
| anti-semita                 | antissemita          |
| anti-religioso              | antirreligioso       |
| fim-de-semana               | fim de semana        |
| co-ordenar (dif. coordenar) | coordenar            |
| lêem                        | leem                 |
| dêem                        | deem                 |
| vêem                        | veem                 |
| pára                        | para (verbo parar)   |
| pêlo                        | pelo (de pilosidade) |
| pólo                        | polo                 |
| jóia                        | joia                 |

Exemplos de introdução de hífen:
| Antes        | Depois        |
| ------------ | ------------- |
| microondas   | micro-ondas   |
| arquiinimigo | arqui-inimigo |

De forma a contemplar as diferenças fonéticas existentes, existem abundantes casos de exceções previstas no Acordo, admitindo-se assim a dupla grafia em muitas palavras (exemplos: António/Antônio, facto/fato, secção/seção, aspeto/aspecto, amnistia/anistia). Há também divergências ortográficas (beringela/berinjela, húmido/úmido, connosco/conosco, o uso de aspas angulares) que o Acordo ignorou por completo. A palavra connosco era alterada para conosco no acordo de 1986, mas no texto de 1990 essa alteração foi suprimida sem explicação. A Academia Brasileira de Letras cogita um novo acordo para unificar a ortografia de "por que", passando-se a grafar sempre "porque", como já ocorre em Portugal.
| Exemplo de frases escritas respeitando a norma vigente em Portugal (a amarelo as palavras que sofrerão alterações pela nova norma)   | As mesmas frases redigidas respeitando a norma vigente no Brasil (a amarelo as palavras que sofrerão alterações pela nova norma)    | Frases redigidas observando a norma proposta pelo Acordo de 1990 (a amarelo as palavras que terão duas grafias possíveis, ambas válidas)   |
| --- | --- | --- |
| De facto, o português é actualmente a terceira língua europeia mais falada do mundo.                                                 | De fato, o português é atualmente a terceira língua européia mais falada do mundo.                                                  | De facto/fato, o português é atualmente a terceira língua europeia mais falada do mundo.                                                   |
| Não é preciso ser génio para saber que o aspecto económico pesa muito na projecção internacional de qualquer língua.                 | Não é preciso ser gênio para saber que o aspecto econômico pesa muito na projeção internacional de qualquer língua.                 | Não é preciso ser génio/gênio para saber que o aspeto/aspecto económico/econômico pesa muito na projeção internacional de qualquer língua. |
| Não há nada melhor do que sair sem direcção, rumando para Norte ou para Sul, para passar um fim-de-semana tranquilo em pleno Agosto. | Não há nada melhor do que sair sem direção, rumando para norte ou para sul, para passar um fim de semana tranqüilo em pleno agosto. | Não há nada melhor do que sair sem direção, rumando para norte ou para sul, para passar um fim de semana tranquilo em pleno agosto.        |
| Dizem que é uma sensação incrível saltar de pára-quedas pela primeira vez em pleno voo.                                              | Dizem que é uma sensação incrível saltar de pára-quedas pela primeira vez em pleno vôo.                                             | Dizem que é uma sensação incrível saltar de paraquedas pela primeira vez em pleno voo.                                                     |
| Quando está húmido, comummente perguntam: «Porque não podemos trazer nossos alforges connosco?»                                      | Quando está úmido, comumente perguntam: "Por que não podemos trazer nossos alforjes conosco?"                                       | Quando está húmido/úmido, comumente perguntam: «/"Por que não podemos trazer nossos alforges/alforjes conosco»/"?                          |

## Recepção

### Favorável
Fernando Cristóvão, professor da Faculdade de Letras da Universidade de Lisboa e membro da Academia das Ciências de Lisboa questionou "Se Portugal e o Brasil têm direito a ortografias próprias diferentes, porque é que Angola, Cabo Verde, Guiné-Bissau, Moçambique, São Tomé e Príncipe e Timor não têm o mesmo direito? E qual a língua de uso internacional que resistiria a oito ortografias diferentes?". Vital Moreira, político e professor da Universidade de Coimbra, lembra que "não existe nenhuma razão lógica para que uma mesma língua mantenha tantas divergências ortográficas entre duas normas nacionais, quando elas não correspondem a uma divergência real na sua expressão oral". Ideia corroborada pelo jurista português Pedro Lomba — "havendo uma língua única, devemos perguntar se será sensato insistir numa divisão desnecessária e complicativa das regras ortográficas dos dois países" — e por Mauro de Salles Villar, coautor do Dicionário Houaiss da Língua Portuguesa — "A variedade do português do Brasil e de Portugal é muito aproximada. Não temos razão em ter duas formas oficiais de grafar a língua". A professora e eurodeputada portuguesa Edite Estrela disse que "é necessário pôr termo a esta singularidade de termos uma língua com dupla ortografia, situação que tem dificultado a internacionalização do nosso idioma, quer em universidades estrangeiras, quer em organismos em que Portugal e o Brasil têm assento. A unificação ortográfica não faz milagres, mas é o primeiro passo para uma política da língua coerente" e que "Há quem questione a uniformização da escrita, invocando as diferenças vocabulares e de pronúncia entre Portugal e o Brasil. Ora, escrever do mesmo modo não significa falar do mesmo modo, como provam, designadamente, os alentejanos e os micaelenses. E, quanto ao vocabulário, recordo que em território português, por exemplo, o estrugido e a sertã convivem, sem problemas, com o refogado e a frigideira.

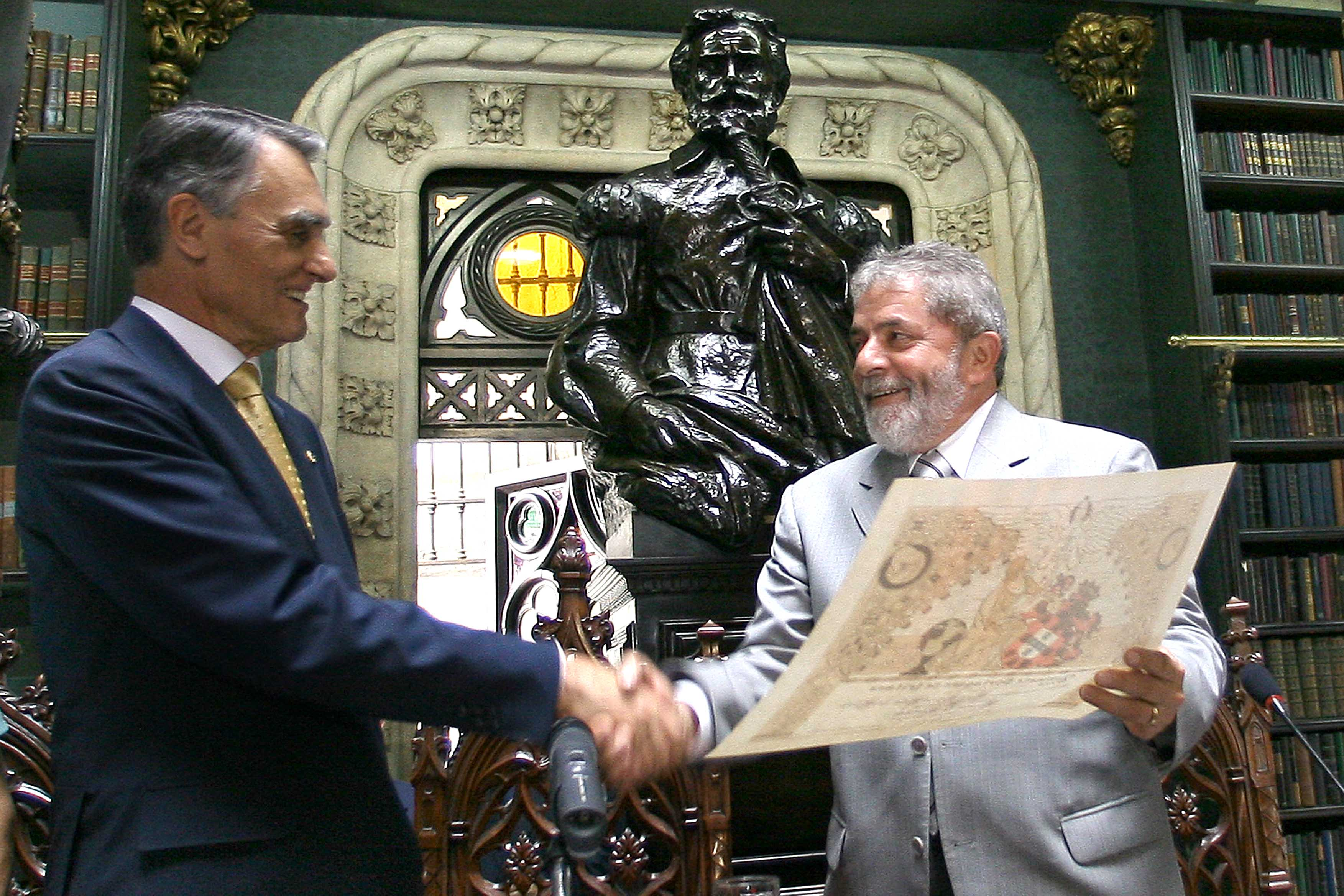
Os presidentes Cavaco Silva e Luiz Inácio Lula da Silva no Real Gabinete Português de Leitura, no Rio de Janeiro em 2008

Celso Cunha, linguista brasileiro, já em 1964, no seu livro Uma Política do Idioma, afirmava "Chega-se assim à evidência de que, para a geração atual dos brasileiros, cabo-verdianos, angolanos, etc., o português é uma língua tão própria, exatamente tão própria, como para os portugueses (…). A luta pela pureza do idioma foi o anseio do século XIX: hoje, não pode ser mais o nosso principal objetivo: nossa luta tem de ser para impedir a fragmentação do idioma comum." Juca Ferreira, então ministro brasileiro da Cultura, acreditou na possível adoção do português como língua oficial da Organização das Nações Unidas (ONU), ao dizer "As Nações Unidas vinham resistindo porque [a língua portuguesa] não tinha uma ortografia comum, então esse acordo ortográfico (…) unifica e possibilita essa demanda ser atendida pela comunidade internacional". Para Evanildo Bechara, membro da Academia Brasileira de Letras, "aqueles que estão começando a escrever vão ser beneficiados porque o acordo simplifica muito. O acordo torna a ortografia portuguesa mais simples nos seus grandes problemas como, por exemplo, no emprego do hífen". O escritor e professor membro da Academia Brasileira de Filologia Deonísio da Silva aprovou o acordo porque "Línguas de cultura como o latim, o grego, o inglês, o francês, o alemão, o espanhol e o italiano estão unificados há muito tempo. Até o árabe, que tinha catorze grafias, agora tem uma só. Passou o tempo de lamentar e reiterar que o Acordo poderia ter sido feito de outro modo. É hora de, todos juntos, colaborarmos para sua aplicação". Lauro Moreira, embaixador brasileiro junto da CPLP, disse que "É absolutamente decisiva a participação de Portugal, na medida em que, quando nós falámos deste acordo, quando este foi assinado, o que se pretendia era fazer uma unificação das duas vertentes ortográficas da língua portuguesa que tínhamos até então".
Carlos Reis, filólogo e professor português alerta que se torna "absolutamente necessário que a questão do Acordo Ortográfico seja equacionada não apenas de dentro para dentro (como alguns fazem em Portugal), mas sobretudo de dentro para fora. Ou seja: pensando o Português em função de um mundo mais amplo do que o país que lhe deu origem. E sendo assim, que a questão seja vista também como um desígnio coletivo e não reduzida à estreita defesa de interesses particulares ou à expressão de sensibilidades irritadas". O escritor angolano José Eduardo Agualusa diz que "Para um país como Angola é muito importante aplicar o acordo, porque este vai fazer aumentar a circulação do livro e facilitar a aprendizagem e a alfabetização, que é, neste momento, a coisa mais premente para Angola e Moçambique". O historiador português Rui Tavares afirma que "é natural que o acordo vá progressivamente entrando nos hábitos de escrita dos portugueses e outros lusófonos, e isto por uma razão que neste momento talvez provoque algum escândalo. Ele, de facto, simplifica-nos a vida. Em Portugal, a grande mudança é a queda das consoantes mudas (…). A partir de agora passa a haver uma regra simples. No momento de escrever, pense-se: eu pronuncio aquele "c"? Se sim, escrevo. Caso contrário, não escrevo. Esta regra vai facilitar a vida a muita gente no momento da escrita (…). Quando começar a ser utilizada, pouca gente quererá voltar atrás [e], daqui a cinco anos, ninguém se vai lembrar das razões de tanta resistência" e que "se não houver acordo, cada país faz o que quer (…). Daqui a uns anos Angola adotará a ortografia brasileira (já há quem o proponha), e depois Moçambique também. Dentro de uma geração Portugal terá dois caminhos: isolar-se ou seguir sem discussão o que os brasileiros decidirem. Triste fim depois de tantos pruridos".
A jornalista e escritora portuguesa Clara Ferreira Alves opina que "A uniformização da grafia só pode beneficiar a língua e promover o seu prestígio e divulgação, facilitando as relações da nossa língua comum com as línguas mais usadas e faladas". Teotónio R. de Souza, professor e membro da Academia Portuguesa de História, adverte: "Sem Acordo [Ortográfico], Portugal poderá ver-se ultrapassado pelo Brasil, e outros países da CPLP poderão ser aliciados por outros grupos linguísticos, como está já a acontecer no caso de Moçambique e a sua participação crescente na Commonwealth inglesa". Alexandra Prado Coelho, jornalista, disse em um artigo do diário português Público que "O grande argumento (…) é que Portugal já não pode recuar num acordo que já assinou" — e, mais à frente, — "É tarde para sair do comboio. Esta é, para Francisco José Viegas, escritor e diretor da Casa Fernando Pessoa, uma das grandes razões para se avançar para o acordo".
Além da expansão e do fortalecimento da cooperação educacional em língua portuguesa, a implementação do Acordo Ortográfico é condição essencial, alegam os seus defensores, para a definição de uma política linguística de bases comuns na CPLP e, portanto, para o bom funcionamento do Instituto Internacional da Língua Portuguesa, entidade criada em 1989 e sediada em Cabo Verde. Com o Acordo Ortográfico em vigor, fica aberto o caminho para um entendimento entre Portugal e o Brasil sobre a certificação comum de proficiência em língua portuguesa para estrangeiros, pois o Brasil emite hoje o certificado CELPE-Bras, enquanto que em Portugal o único diploma válido é o emitido pelo Instituto Camões.
O custo económico e financeiro na produção de edições diferentes de dicionários também foi levado em conta, livros didáticos e literários para o Brasil e para Portugal. A ampliação do mercado para bens culturais redigidos em português favoreceria as manifestações culturais de todos os países lusófonos ao permitir maiores economias de escala. Por esta razão, a força política que move o acordo são os interesses empresariais brasileiros, que prognosticam uma maior penetração em novos mercados. Pela mesma razão, a resistência ao acordo em Portugal se deve a interesses empresariais locais, que temem a concorrência com editoras brasileiras. De acordo com o vice-presidente da Academia de Lisboa, António Brás Teixeira, editoras portuguesas pressionam "o governo português no sentido de adiar, indefinidamente, a data de início de sua [do acordo] aplicação efetiva".

### Contrária
Helena Carvalhão Buescu não poupou as críticas e lembra que "com o Acordo Ortográfico, aumentaram em meio milhar as palavras que, de grafia igual [em Portugal e no Brasil], passaram a grafias diferentes; a unificação é uma miragem e, infelizmente, um resquício neocolonialista. Neste momento temos (e teremos) três (antes eram duas) normas ortográficas: a do português europeu, a do português brasileiro […]; e a do português africano, que mantém o português pré-AO. Dos 27 pareceres solicitados (2005), 25 foram negativos. Apenas dois foram positivos, um dos quais da pena do próprio autor do AO, juíz em causa própria". O linguista português António Emiliano defende que «O Acordo Ortográfico de 1990 deve ser […] suspenso sem qualquer reserva e sem possibilidade de revisão. É uma péssima reforma ortográfica, que tem como mirífico objectivo a unificação ortográfica da "lusofonia" e que, na realidade, contribui de forma clamorosa para a acentuação da fragmentação ortográfica da mesma. O AO90 é, ademais, um anexo dum tratado cujo clausulado nunca foi cumprido e que, por essa razão, não pode estar em vigor em nenhum país da CPLP.»
Carlos Heitor Cony, membro da Academia Brasileira de Letras, mostrou-se incomodado com a atuação de órgãos para definir as regras do Acordo, "No tempo do Getúlio (Brasil) e de Salazar (Portugal) foram feitos acordos que não prevaleceram, porque, na realidade, quem faz a língua não são as academias, nem os governos. Quem faz a língua é o povo," afirma. "Os portugueses jamais vão deixar de chamar o trem de 'comboio', não adianta. Em Portugal, 'facto' é 'fato', e 'fato' é 'roupa'. Também temos nossas particularidades e jamais vamos chegar a um acordo". Pasquale Cipro Neto acredita que a proposta, em sua encarnação atual, é insuficiente para atingir seus propósitos, uma vez que muitas palavras continuarão apresentando possíveis variantes ortográficas e afirma que "é uma reforma meia-sola, que não unifica a escrita de fato" e que "vamos enterrar dinheiro em uma mudança que não trará efeitos positivos". Ainda alertou que "em Portugal, alguns editores e livreiros foram também particularmente céticos quanto ao Acordo Ortográfico, salientando os elevados custos para a adaptação de dicionários e outros livros às novas regras." Enquanto que o escritor João Ubaldo Ribeiro afirma que "é uma reforma tímida, que não faz grandes inovações". O professor Cláudio Moreno é cético quanta a possibilidade do idioma português se tornar unificado a ponto de ser considerado idioma para relação internacional ao dizer "essa ideia messiânica, utópica de que a unificação vai transformar o português em uma língua de relações internacionais é uma tolice". Miguel Sousa Tavares conseguiu vender no Brasil 50 mil exemplares de um livro seu, mantendo a ortografia original (do português europeu), apesar dos "agoiros de desastres e da teimosia" do autor. Salienta também "o orgulho em ter feito bem mais pela nossa língua no Brasil do que todos esses [os promotores do Acordo] que se dispõem a vendê-la como coisa velha e descartável" e que o Acordo "ameaça por parte dos políticos e dos membros das Academias" cujo objetivo é "pôr-nos [os portugueses] a escrever como os brasileiros, assim lhes facilitando a sua penetração e influência nos países de expressão portuguesa" que, ao concordar com Vasco Graça Moura, trata-se de um "'diktat' neocolonial, em que o mais forte (o Brasil) determina a sua vontade ao mais fraco (Portugal)" deixando a dúvida se "Alguém imagina os Estados Unidos a ditarem à Inglaterra as regras ortográficas da língua inglesa? Ou o Canadá a ditar as do francês à França ou a Venezuela as do espanhol a Espanha?". Segundo Vasco Graça Moura, o reconhecimento oficial de grafias duplas e múltiplas enfraquece seriamente a unidade da língua portuguesa escrita e "vai mesmo contra o conceito de ortografia". Ainda segundo o escritor e político português, as facultatividades permitem "pôr num saco todos os casos duvidosos, a pretexto de que pode haver diferenças entre a pronúncia portuguesa e brasileira, abrindo inaceitavelmente a porta a todas as diferenças de grafia e mesmo, no limite, à opção individual por determinada maneira de escrever (…) chegando ao ponto da lei do menor esforço e do facilitismo". e afirma que a ideia do Acordo partiu do presidente brasileiro José Sarney, tendo na altura enviado um emissário aos PALOP com esta finalidade, e salienta que "para o Brasil, mais realista e mais pragmático, tudo era, desde o início, uma pura questão de mercado". Na Assembleia da República, o eurodeputado afirmou que, apesar das intenções do Acordo Ortográfico, "o tratado serve interesses geopolíticos e empresariais brasileiros, em detrimento de interesses inalienáveis dos demais falantes de português no mundo", em especial de Portugal, e representa "uma lesão inaceitável de um capital simbólico acumulado e de projeção planetária".
A Associação Portuguesa de Linguística, em parecer de 2005 solicitado pelo Instituto Camões e elaborado por Inês Duarte, professora catedrática de Linguística da Faculdade de Letras da Universidade de Lisboa: "os negociadores do Acordo autorizam duplas ou múltiplas grafias no interior de cada país, com base num critério da pronúncia, que em nenhuma língua pode ser tomado como propriedade identificadora dum sistema linguístico e da(s) sua(s) respetiva(s) norma(s) nacionais, mas sempre e apenas de uma sua variedade dialetal ou social". João Andrade Peres, também professor catedrático de Linguística da Faculdade de Letras da Universidade de Lisboa, num parecer de 2008 sobre as facultatividades, escreveu: "O Acordo em análise admite grafias facultativas para a língua portuguesa em toda a sua extensão, sem quaisquer restrições além da existência (onde quer que seja) de uma pronúncia culta que as sancione. Segundo a sua letra (…), dois alunos portugueses, em Portugal (ou brasileiros, no Brasil, etc.), sentados lado a lado, ou dois professores em salas contíguas seriam livres de usar a seu bel-prazer as grafias alternativas. Em última análise, é deixada ao livre arbítrio de cada cidadão a escolha da grafia, pondo-se em causa a função da língua escrita como fator de coesão social".
A ex-ministra da Cultura de Portugal, professora catedrática da Faculdade de Letras da Universidade do Porto e deputada do Partido Socialista Isabel Pires de Lima, apontou como uma das principais fragilidades do Acordo Ortográfico "o facto de acabar por nem sequer se revelar uma versão fraca de unificação ortográfica, como se pretendia, mas antes uma versão permissiva, erigindo o princípio da facultatividade excessiva, o qual vai contra o próprio conceito normativo de ortografia, originando nomeadamente a possibilidade do uso de duplas grafias dentro do mesmo país, isto é, abrindo a porta à heterografia". O professor de Linguística da Universidade Nova de Lisboa António Emiliano, acentuando a linha de argumentação de Pires de Lima, afirmou que "o estabelecimento generalizado da grafia dupla nos domínios da acentuação, das consoantes mudas e da maiusculização, minará a estabilidade do ensino da Língua Portuguesa (ferramenta que abre a porta a todas as outras disciplinas) e porá em causa a integridade do uso e da difusão internacional da língua portuguesa, valores que a Constituição consagra (Artigo 9.º, al. f). A possibilidade de se escrever de forma alternativa uma quantidade enorme de palavras e de expressões complexas deixa ao arbítrio de cada utilizador individual a estrutura da 'sua' ortografia pessoal — imagine-se o que seria cada um de nós poder pôr em vigor a sua versão personalizada do Código de Processo Penal ou do Código da Estrada!" O mesmo foi subscrito por Luísa Mesquita, após o Acordo Ortográfico ter sido analisado pela Assembleia da República.
De acordo com o professor universitário Rui Pereira, em texto publicado no Correio da Manhã intitulado Paradoxo Ortográfico: "Para o bem e para o mal, o acordo não irá alterar o modo de falar e escrever português". Pois causa perplexidade no acordo, a mudança de grafia de palavras que se escreviam igualmente em Portugal e no Brasil. As palavras "abjecção" e "acepção", por exemplo, passam a escrever-se em Portugal: "abjeção" e "aceção", mas continuam a escrever-se à maneira antiga no Brasil; esta divergência resulta de a consoante suprimida ser pronunciada no Brasil mas ser muda em Portugal. Em nome da fonética, que continuará a ser diferente nos dois países, torna-se agora diferente, paradoxalmente, a grafia das palavras.
Carlos Fernandes, embaixador, jurista e professor, em múltiplos artigos e no seu livro O Acordo Ortográfico de 1990 não está em vigor, defende a tese jurídica de que o mecanismo de implementação do Acordo Ortográfico em Portugal teria sido inconstitucional, não estando por isso em vigor de jure. A despeito disso, esta tese ainda não foi posta à prova nos tribunais competentes.

## Situação nos países e regiões lusófonos

### Angola
Tendo participado na redação do Acordo Ortográfico, firmado pelo Secretário de Estado da Cultura de Angola, José Mateus de Adelino Peixoto, e nas reuniões da CPLP onde os dois protocolos modificativos foram aprovados, o governo angolano ainda não ratificou nenhum desses documentos. Durante muitos anos, a ratificação do Acordo foi assunto que não despertou grandes paixões no país, com pouco ou nenhum relevo dado pela comunicação social a esta matéria.
Em fevereiro de 2008, com a discussão sobre o Acordo ao rubro em Portugal, o escritor José Eduardo Agualusa, em artigo publicado no semanário A Capital, de Luanda, afirmou que Angola "tem mais a ganhar com a existência de uma ortografia única do que Portugal ou o Brasil", porque o país não produz livros, mas precisa "desesperadamente deles". E defendeu que, caso o Acordo Ortográfico não venha a ser aplicado por "resistência" de Portugal, Angola "deve optar pela ortografia brasileira" porque o Brasil edita mais livros do que Portugal, para além de serem mais baratos. Em julho, o Ministério da Educação promoveu um encontro de especialistas angolanos de vários setores — linguistas, sociolinguistas, metodólogos do ensino da língua portuguesa, sociólogos, editores, juristas, informáticos e economistas — no Museu Nacional de História Natural, em Luanda, para analisar as diversas questões técnicas ligadas à ratificação do Acordo Ortográfico e fazer uma previsão do seu impacto financeiro. Os resultados da reunião, designada "Oficina de trabalho sobre o Acordo Ortográfico" foram submetidos ao Ministério da Educação, que, por sua vez, os entregou ao Conselho de Ministros, para análise e aprovação. A ser aprovada a proposta de lei pelo Conselho de Ministros, cabe à Assembleia Nacional de Angola a ratificação do acordo.
A coordenadora da Comissão Nacional do Instituto Internacional da Língua Portuguesa, Paula Henrique, afirmou que o Acordo Ortográfico entrará logo em vigor após a sua ratificação: "Assim que for ratificado pretendemos pôr em prática a lei. Não queremos que haja um espaço grande entre a ratificação e a sua implementação". Entretanto, o ex-ministro dos Negócios Estrangeiros português, Luís Amado, em 26 de julho de 2008, afirmou: "Hoje mesmo Angola anunciou que vai avançar com o processo de ratificação assim que o novo Parlamento tomar posse". As eleições legislativas decorreram nos dias 5 e 6 de setembro de 2008 e o novo parlamento angolano tomou posse a 30 do mesmo mês. Em março de 2010, o deputado Luís Reis Cuanga, que integrava a delegação à II Assembleia da CPLP, informou que Angola solicitou uma moratória de três anos para ratificar o Acordo Ortográfico.
No Conselho Extraordinário de Ministros da CPLP, realizado em Lisboa no dia 6 de fevereiro de 2012, Angola apresentou um parecer técnico e os resultados da auscultação realizada interna e externamente. A inexistência de um Vocabulário Ortográfico Comum — elaborado a partir dos vocabulários ortográficos de cada Estado membro da CPLP —, a falta de cooperação efetiva entre a língua portuguesa e a linguística bantu, a dificuldade em formar professores e estudantes, o encargo que representa a mudança de manuais escolares e a premência em se retificarem certos lapsos detetados no texto do Acordo, constituem, segundo o parecer apresentado, entraves reais à plena efetivação do Acordo Ortográfico em Angola. Em agosto de 2013, em declarações à Rádio Nacional de Angola, a linguista Amélia Mingas, decana da Faculdade de Letras da Universidade Agostinho Neto e ex-diretora executiva do Instituto Internacional de Língua Portuguesa, afirmou que "o governo angolano é o único que não ratificou [o Acordo Ortográfico] e eu estou plenamente de acordo com isso, porque a variação que a língua portuguesa sofreu no nosso país não está ali considerada". No entanto, em julho de 2013, o ministro da Educação, Pinda Simão, esclareceu que "Angola não está contra o acordo ortográfico, é só uma questão de adequação com as suas pretensões". Paralelamente, Angola anunciou que vai financiar os trabalhos do Vocabulário Ortográfico Comum da Língua Portuguesa, tratando-se "da primeira vez que um PALOP contribui para um instrumento central" do Acordo Ortográfico.
Em 30 de julho de 2019, em declarações à TV Zimbo, a coordenadora técnica da Comissão Multissetorial para a Retificação do Acordo Ortográfico da Língua Portuguesa, Paula Henriques, referiu que Angola poderá adotar o Acordo Ortográfico da Língua Portuguesa em 2024, estando em elaboração um vocabulário ortográfico nacional e de terminologia da administração pública.

### Brasil
No Brasil, o Acordo Ortográfico de 1990 esteve em vigor, em caráter de transição, no período de 1 de janeiro de 2009 a 31 de dezembro de 2015. A partir de 1 de janeiro de 2016, o acordo entrou em vigor em caráter definitivo e obrigatório.
O Congresso Nacional promulgou o Acordo Ortográfico em 18 de abril de 1995, já após a data em que, conforme o próprio Acordo, deveria ter entrado em vigor, i.e., 1.º de janeiro de 1994. Dez anos mais tarde, em outubro de 2004, seria ratificado o Segundo Protocolo Modificativo, três meses após a sua aprovação pelos chefes de Estado e de governo na V cimeira da CPLP realizada em São Tomé. A ratificação do Segundo Protocolo também por Cabo Verde (2005) e São Tomé e Príncipe (2006) abriu caminho à efetivação do Acordo Ortográfico no Brasil. No entanto, numa reunião da Comissão para Definição da Política de Ensino-Aprendizagem, Pesquisa e Promoção da Língua Portuguesa (Colip) no dia 14 de setembro de 2007, foi decidido recomendar ao governo brasileiro que esperasse por Portugal e não aplicasse o Acordo em 2008, pois uma unificação ortográfica sem Portugal já nasceria desunida.

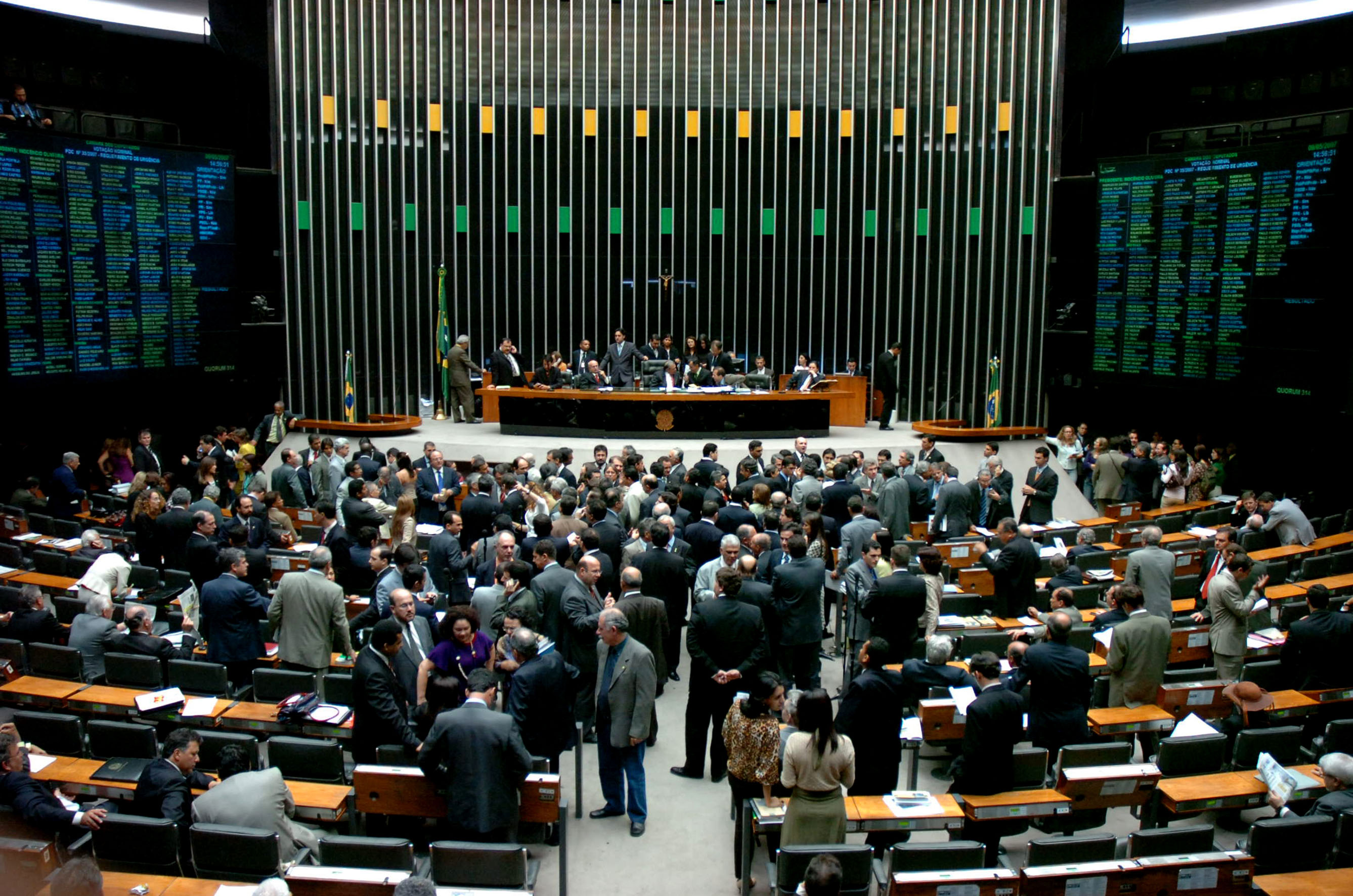
O plenário da Câmara dos Deputados do Congresso Nacional do Brasil, em Brasília

No governo brasileiro, a notícia da aprovação do Segundo Protocolo em Portugal foi recebida com muita satisfação, começando-se a preparar um cronograma para a implantação do Acordo Ortográfico. O Ministério da Educação preparou uma minuta de decreto e a enviou para o então presidente Luiz Inácio Lula da Silva, prevendo que os termos do novo acordo entrassem em vigor a partir de 2009. Por uma consulta pública, os interessados puderam encaminhar dúvidas e sugestões para o período de transição proposto pelo decreto. Em maio de 2008, foi publicada no Diário Oficial a determinação do Ministério da Educação de que os livros didáticos utilizados em 2010 seguissem o novo Acordo e as modificações fossem apresentadas já no ano letivo de 2009. Em 2012 a grande maioria dos livros didáticos brasileiros estavam de acordo com as novas regras, que se tornariam obrigatórias no Brasil a partir de janeiro de 2013. Em 28 de dezembro de 2012, o governo adiou a obrigatoriedade para 2016.
O presidente Lula assinou o decreto para promulgação do Acordo Ortográfico em 29 de setembro de 2008, dia do centenário da morte do escritor Machado de Assis, em cerimónia realizada na Academia Brasileira de Letras. Segundo o decreto, as novas regras entraram em vigor no Brasil no dia 1.º de janeiro de 2009. Ressalte-se que até o dia 31 de dezembro de 2012 as regras do antigo Formulário Ortográfico de 1943 continuam ainda a ser válidas. O Ministério da Educação, o Ministério da Cultura e o Ministério das Relações Exteriores, com a colaboração da Academia Brasileira de Letras e entidades afins dos países signatários do Acordo, ficaram de elaborar um vocabulário ortográfico comum da língua portuguesa. No entanto, em 18 de março de 2009, o presidente da Academia Brasileira de Letras, Cícero Sandroni, entregou a três ministros do governo brasileiro a nova edição revista e atualizada do Vocabulário Ortográfico da Língua Portuguesa, com a grafia de 381.128 entradas obedecendo às regras do Acordo Ortográfico e dirimindo várias dúvidas e omissões presentes no texto do Acordo. Este trabalho foi coordenado por Evanildo Bechara, responsável na entidade pelo setor de lexicografia e lexicologia, mas não contou com a colaboração de instituições portuguesas nem de outros países lusófonos.
No início de agosto de 2008 (portanto antes da publicação do novo VOLP, o que gerou algumas inconsistências) chegou às livrarias a nova edição do Mini Houaiss, com 30 mil palavras e locuções, o primeiro dicionário brasileiro atualizado segundo as novas normas ortográficas. A edição atualizada do completo Dicionário Houaiss da Língua Portuguesa chegou ao mercado durante o ano de 2009.
Como previsto, o Acordo Ortográfico entrou oficialmente em vigor em 1.° de janeiro de 2009, sendo imediatamente adotado pelos principais jornais brasileiros, como a Folha de S. Paulo e O Estado de S. Paulo. Segundo os responsáveis, os jornalistas aderiram facilmente às novas regras e a reação dos leitores foi positiva.
Apesar de em 2008, pelo decreto N.º 6.583, ter sido estabelecido um período de transição para a implementação do acordo até 31 de dezembro de 2012, em decreto assinado pela presidente Dilma Rousseff em 27 de dezembro de 2012 o mesmo foi prolongado por mais três anos, até 31 de dezembro de 2015.
A Academia Brasileira de Letras anunciou que pretende realizar uma nova discussão internacional para fazer alterações pontuais no Acordo Ortográfico depois do término do período de transição. A alteração mais importante seria a mudança da grafia dos "porquês" no Brasil para se adequar à de Portugal, uma divergência ortográfica importante que não foi citada no Acordo.
Em setembro de 2019, a Comissão de Educação da Câmara dos Deputados realizou uma audiência pública para discutir a possibilidade e conveniência da revogação do Acordo Ortográfico.

### Cabo Verde

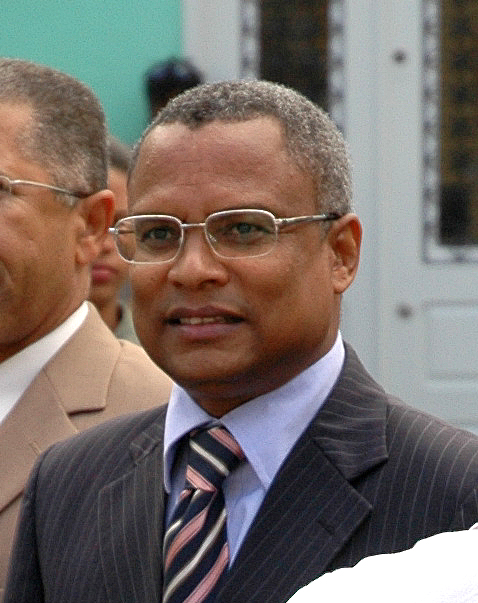
José Maria Neves, primeiro-ministro de Cabo Verde

Cabo Verde participou nos trabalhos de elaboração do Acordo Ortográfico de 1990 — com uma delegação constituída pelo linguista Manuel Veiga e pelo escritor Gabriel Moacyr Rodrigues — e ratificou o documento. Em 1998 foi o anfitrião da II Cimeira da CPLP, realizada em Praia, onde foi assinado o primeiro "Protocolo Modificativo ao Acordo Ortográfico da Língua Portuguesa" que retirou do texto original a data para a sua entrada em vigor (1994). Cabo Verde ratificou este documento, bem como o "Segundo Protocolo Modificativo" (em abril de 2005), sendo o segundo país (após o Brasil) a concluir toda a tramitação para a entrada em vigor do Acordo Ortográfico.
Segundo o primeiro-ministro José Maria Neves, Cabo Verde é a favor de uma "aproximação ortográfica" entre as variantes existentes em Portugal e no Brasil e encara a língua portuguesa como "um instrumento importante para o desenvolvimento de Cabo Verde". Isto apesar dos cabo-verdianos se comunicarem em crioulo no dia a dia, ficando o português para as relações oficiais ou protocolares. Por seu lado, o escritor Germano Almeida advertiu: "Na ausência de um acordo ortográfico, no fim, corremos o risco de ter oito línguas".
Desde 2005, Cabo Verde aguardava a conclusão dos trâmites legais nos outros países lusófonos para concertação de ações com o fim de pôr em prática o Acordo Ortográfico. Apesar de Manuel Veiga, atual ministro da Cultura cabo-verdiano, ter expressado o interesse em andar em sintonia com Portugal, "dada a cumplicidade e a cooperação nesta matéria", a ministra da Presidência e dos Assuntos Parlamentares, Janira Hopffer Almada, anunciou que Cabo Verde iria adotar o acordo ortográfico a partir do segundo semestre de 2009, possivelmente em julho ou agosto, prevendo uma transição de seis a dez anos.
Apesar do anúncio, a 26 de março de 2009, de que Portugal e Cabo Verde deveriam iniciar a implementação do Acordo Ortográfico — a título indicativo — a 5 de maio, o Dia da Cultura da CPLP, o Acordo só veio a ser adotado oficialmente em Cabo Verde a 1 de outubro de 2009, com a ratificação do Protocolo Modificativo pelo Conselho de Ministros. O governo cabo-verdiano prevê um período de transição que poderá variar entre 6 e 10 anos, para a plena implementação do Acordo. Em junho de 2015, o governo cabo-verdiano confirmou que o período de transição termina em outubro de 2015 sendo, a partir dessa data adotado um Plano de Implementação Complementar por um período máximo de um ano. De referir que os novos manuais escolares e pedagógicos para os cinco primeiros anos de escolaridade já utilizam a nova grafia.

### Galiza
A Galiza que, em conjunto com o Norte de Portugal, foi o berço da língua portuguesa, é hoje uma comunidade autónoma dentro do Reino de Espanha. Uma delegação de observadores galegos, constituída por António Gil Hernández e José Luís Fontenla, assistiram aos trabalhos de elaboração do Acordo Ortográfico de 1990. A Galiza, não sendo membro da CPLP, não tomou parte nas reuniões onde os protocolos modificativos foram discutidos, aprovados e assinados.
Existe uma Comissão Galega do Acordo Ortográfico da Língua Portuguesa, de cariz reintegracionista, que tem feito uma campanha ativa em prol do Acordo Ortográfico, designadamente dirigindo cartas ao governo galego e ao parlamento instando-os a adotarem as normas na Galiza. A 7 de abril de 2008, os galegos Ângelo Cristóvão (Associação de Amizade Galiza-Portugal) e Alexandre Banhos (Associação Galega da Língua), participaram na audição pública organizada pela Comissão Parlamentar de Ética, Sociedade e Cultura da Assembleia da República, em Lisboa, com intervenções favoráveis ao Acordo Ortográfico.
Embora do ponto de vista científico alguns considerem o galego como uma variedade dialetal do português, a posição oficial da Real Academia Galega e do governo, no entanto, é a de que são línguas próximas, mas diferentes. A não ser que haja uma alteração desta política — como parece ser vontade de certos partidos, como o Bloco Nacionalista Galego — a adoção do Acordo Ortográfico na Galiza não se afigura possível.
Entretanto, em 2008 foi fundada a Academia Galega da Língua Portuguesa, defendendo a convergência do falar galego com a Língua Portuguesa e a implementação do Acordo Ortográfico. Entre outras atividades, a AGLP, que faz parte dos membros consultivos da CPLP, elaborou já um vocabulário de léxico galego a incorporar no Vocabulário Ortográfico Comum.
O Vocabulário Ortográfico da Língua Portuguesa da Porto Editora, lançado em outubro de 2009, incorpora esse léxico. Em janeiro de 2011, o jornal reintegracionista Novas da Galiza passou a aplicar o Acordo Ortográfico.
A Associação AGAL (Ass. Galega da Língua) adaptou a sua proposta gráfica para representar os falares galegos visando incluir também o acordo ortográfico através do seu livro "Ortografia Galega Moderna, confluente com o português no mundo".

### Guiné-Bissau

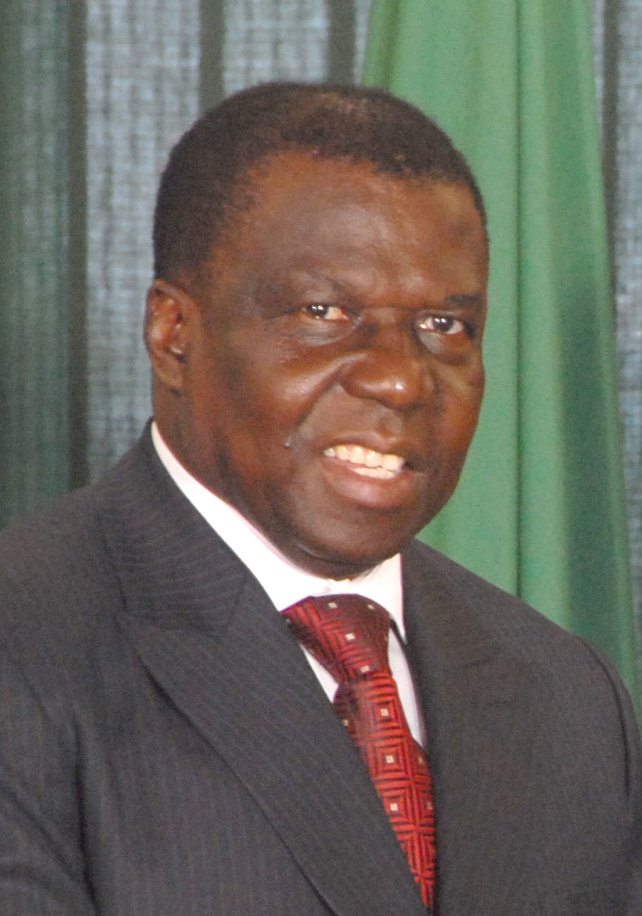
"Nino" Vieira, antigo presidente da Guiné-Bissau

A Guiné-Bissau participou nos trabalhos de elaboração do Acordo Ortográfico de 1990 — com uma delegação constituída por João Wilson Barbosa e pelo poeta e jornalista António Soares Lopes Júnior, mais conhecido pelo pseudónimo Toni Tcheka e firmado por Alexandre Brito Ribeiro Furtado, secretário de estado da Cultura —, bem como nas reuniões da CPLP onde os dois protocolos modificativos foram aprovados.
Em 2006, falando no encerramento da VI cimeira da CPLP, realizada em Bissau, o então presidente da República João Bernardo "Nino" Vieira, declarou ser urgente a entrada em vigor do Acordo Ortográfico da língua portuguesa para permitir a projeção internacional da lusofonia. Em novembro de 2007, o secretário de estado do Ensino Joaquim Baldé reafirmou o interesse da Guiné-Bissau em ratificar o Acordo Ortográfico, após análise de algumas questões específicas, e apontou 2008 como o ano em que todo o processo poderia estar concluído, o que não chegou a verificar-se.
No dia 14 de novembro de 2009, o Acordo Ortográfico foi aprovado numa sessão extraordinária do Conselho de Ministros, presidida pelo novo presidente do país, Malam Bacai Sanhá. O primeiro-ministro guineense, Carlos Gomes Júnior, referiu que o documento seria seguidamente "submetido ao parlamento para efeitos de ratificação". Tal ocorreu poucos dias depois, a 23 de novembro, quando os deputados da Assembleia Nacional Popular da Guiné-Bissau ratificaram o Acordo Ortográfico da Língua Portuguesa por unanimidade. O deputado do PAIGC Augusto Olivais considerou que a aprovação do acordo era "boa para o mundo falante de português".

### Macau
Em 1990, Macau era um território sob administração portuguesa, pelo que não participou diretamente na elaboração do Acordo Ortográfico. Não obstante a sua integração na China, desde 20 de dezembro de 1999, Macau mantém o português como idioma cooficial, a par do chinês.
Decreto-Lei n.º 103/99/M clarifica as normas pelas quais se rege a ortografia da língua portuguesa em Macau.
Apesar de não ser membro da CPLP, a questão do Acordo Ortográfico tem sido seguida com atenção na Região Administrativa Especial de Macau, levando os jornais locais de língua portuguesa — como o Tai Chung Pou, o Hoje Macau e o Jornal Tribuna de Macau — a dedicarem-lhe grande atenção e o consulado-geral de Portugal em Macau a organizar um "Grande Debate sobre o (Des)Acordo Ortográfico", em maio de 2008.
Alan Baxter, linguista e diretor do Departamento de Português da Universidade de Macau, é claro: "Sou totalmente a favor do acordo […]. Beneficia quem está a aprender a língua". Pelo contrário, o jurista Ruy Rey, contrapõe "Falamos todos português e entendemo-nos. É desnecessário um acordo internacional", alinhando muitas das suas posições pelas de Vasco Graça Moura, em Portugal. Maria Helena Rodrigues, presidente do Instituto Português do Oriente, lamenta o não envolvimento de Macau na questão e diz-se contra "este" Acordo Ortográfico. No entanto, declara que o irá seguir, se for oficialmente aprovado.
Em abril de 2011, Li Changsen, presidente da Comissão para o Ensino e Investigação da Língua Portuguesa do Instituto Politécnico de Macau, afirmou que, apesar do processo de transição estar a ser lento, Macau "tem de seguir esta nova norma e implementá-la até 31 de dezembro de 2012".

### Moçambique
Moçambique participou nos trabalhos de elaboração do Acordo Ortográfico de 1990 — com uma delegação constituída por João Pontífice e Maria Eugénia Cruz e firmado pelo ministro da Cultura, o escritor Luís Bernardo Honwana —, bem como nas reuniões da CPLP onde os dois protocolos modificativos foram aprovados. No entanto, o governo moçambicano ainda não ratificou nenhum destes documentos.

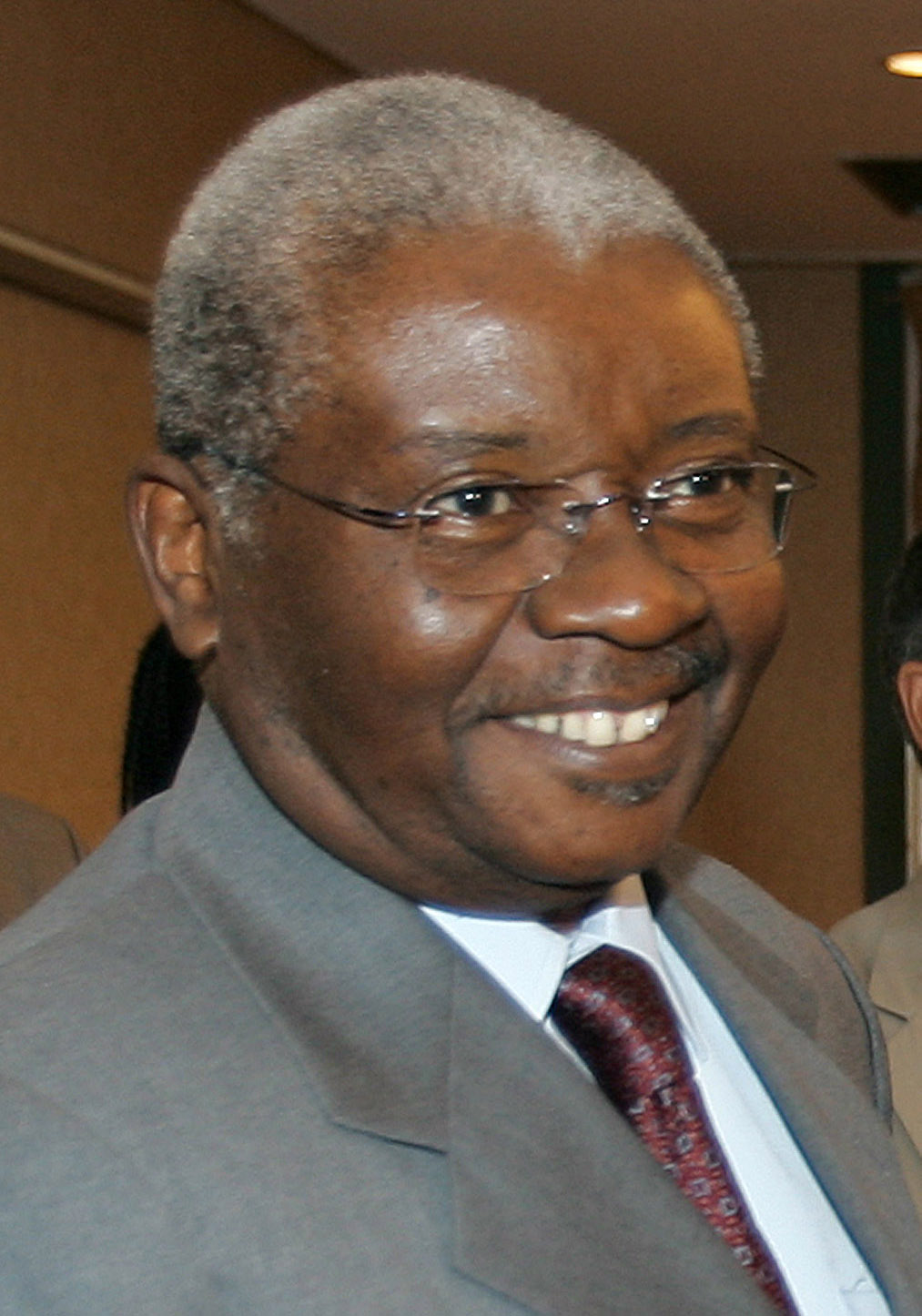
Armando Guebuza, então presidente de Moçambique

Em novembro de 2007, o vice-ministro da Educação e Cultura de Moçambique, o historiador Luís Covane, informou que o país ratificaria o Acordo Ortográfico "para não ficar para trás" relativamente a outros Estados da CPLP, sem, no entanto, indicar qualquer data para o ato que passaria a vincular Moçambique à nova ortografia da língua portuguesa.
No entanto, pela mesma altura, em entrevista à revista brasileira Isto É, o escritor moçambicano Mia Couto afirmou: "Não faço guerra contra o acordo ortográfico, mas acho que algumas grafias não atrapalham a leitura […]. Quando os meus livros começaram a ser publicados no Brasil, esta opção foi posta, se eu queria transpor para a grafia brasileira aquilo que era a minha escrita, e eu não aceitei". E em fevereiro de 2008 acrescentou: "o acordo ortográfico tem tanta exceção, omissão e casos especiais que não traz qualquer mudança efetiva".
Em abril de 2008, o então presidente da República Armando Guebuza afirmou: "Moçambique está a analisar o acordo ortográfico e, como é óbvio, um dia vai assiná-lo" e, em novembro, o governo moçambicano reafirmou o desejo de ratificar o acordo, assim que estivesse concluída a avaliação técnica que, entretanto, decidiu levar a cabo.
Em julho de 2011, no arranque de um ciclo de seminários de divulgação e auscultação pública sobre o Acordo Ortográfico, o coordenador da Comissão Nacional do Instituto Internacional de Língua Portuguesa, Lourenço do Rosário, estabeleceu julho de 2012 como o prazo provável para Moçambique clarificar a sua posição relativa à adoção do Acordo Ortográfico, altura em que o país assumiria a presidência da CPLP. No entanto, em setembro de 2011, Lourenço do Rosário afirmou que "ainda há muito caminho pela frente e provavelmente não irá ser tão já que os moçambicanos irão implementar o novo acordo". Finalmente, a 7 de junho de 2012, o Conselho de Ministros de Moçambique ratificou o Acordo Ortográfico. Uma posição governamental que teve em conta a presidência da CPLP que o país assumiu em julho do mesmo ano.
Em dezembro de 2010, o Instituto Internacional da Língua Portuguesa deliberou que o Vocabulário Ortográfico Comum (VOC) deveria integrar "não apenas o vocabulário que é comum a todas as variedades nacionais da língua portuguesa, como ainda os vocabulários específicos de cada uma dessas variedades — os vocabulários nacionais". Assim sendo, Moçambique decidiu avançar com a realização do Vocabulário Ortográfico Nacional de Moçambique (VON-MZ), tarefa confiada a uma equipa de investigação coordenada por Inês Machungo, Maria João Diniz e Marta Sitoe, da Universidade Eduardo Mondlane. O VON-MZ deverá fazer já parte da primeira plataforma do Vocabulário Ortográfico Comum da Língua Portuguesa a apresentar em outubro de 2013 em Lisboa, aquando da II Conferência da Língua Portuguesa no Sistema Mundial.

### Portugal

#### Ratificação e adoção pelo Estado
Apesar de Portugal ter sido o primeiro país a ratificar o Acordo Ortográfico, logo em 1991, o Governo da República Portuguesa protelou durante vários anos a ratificação do Segundo Protocolo Modificativo de 2004, apesar de alegadas pressões do Brasil. A 6 de março de 2008, coincidindo com a visita do presidente da República, Aníbal Cavaco Silva, ao Rio de Janeiro para as comemorações dos 200 anos da transferência da Corte para o Brasil, o Conselho de Ministros aprovou, em Lisboa, uma proposta de resolução sobre o Segundo Protocolo Modificativo, na qual se lê:
| “ | O Estado português adoptará as medidas adequadas a garantir o necessário processo de transição, no prazo de 6 anos, nomeadamente ao nível da validade da ortografia constante dos actos, normas, orientações ou documentos provenientes de entidades públicas, bem como de bens culturais, incluindo manuais escolares, com valor oficial ou legalmente sujeitos a reconhecimento, validação ou certificação. | ” |
|   | — Proposta de Resolução 71/X/3. |   |

A proposta de resolução do Governo foi discutida pelo Parlamento a 16 de maio, aprovando-se para ratificação o Segundo Protocolo Modificativo de 2004, com quatro votos contra e algumas abstenções. O documento viria a ser promulgado pelo presidente da República a 21 de julho de 2008.
O então ministro da Cultura, José António Pinto Ribeiro, chegou a declarar querer que o Acordo Ortográfico fosse aplicado "a nível oficial e em todos os meios de comunicação social, o mais tardar em 1 de Janeiro de 2010". No entanto, o Ministério da Educação assegurou que o Acordo Ortográfico só entraria em vigor nas escolas depois do ano letivo de 2010-2011, dada a necessidade de se elaborarem novos manuais. Por seu lado, a Associação de Professores de Português, através do seu presidente Paulo Feytor Pinto, pediu que se estabelecesse a data de entrada em vigor do Acordo Ortográfico em Portugal "de uma forma clara, concreta e definitiva", propondo que as novas regras fossem introduzidas nas escolas em setembro de 2010, juntamente com o novo programa da disciplina. Quanto à preparação dos professores, acrescentou: "contrariamente ao muito que se diz por aí, as alterações que vão ser introduzidas são muito poucas e julgo que basta uma meia hora para os professores aprenderem as novas regras".
No dia 27 de novembro de 2009, a nova ministra da Cultura, Gabriela Canavilhas, reiterou que o Acordo Ortográfico entraria em vigor em Portugal em janeiro de 2010. "Há uma planificação prevista que vai ser cumprida, tal como ela foi aprovada", declarou, lembrando que "já vai começar a haver ajustes e adaptações", dando como exemplo a agência de notícias Lusa e o Diário da República que já estavam a começar a adotar as novas regras ortográficas. O mesmo se passava com alguns deputados e ministros que começavam, também, a aplicar o novo Acordo Ortográfico nas suas intervenções públicas.
No dia 17 de setembro de 2010 foi publicado no Diário da República o aviso n.º 255/2010 do Ministério dos Negócios Estrangeiros que tornou público que "o depósito do respectivo instrumento de ratificação foi efectuado em 13 de Maio 2009, tendo o referido Acordo [Ortográfico] entrado em vigor para Portugal nesta data." O Ministério da Educação acabou por estabelecer como data definitiva para a entrada em vigor do Acordo Ortográfico nas escolas o ano letivo de 2011-2012, passando, imediatamente a aceitar como correto o uso da nova ortografia nas provas de aferição e nos exames nacionais.
O Conselho de Ministros de 9 de dezembro de 2010 aprovou uma Resolução que determinou a aplicação do Acordo Ortográfico da Língua Portuguesa no sistema educativo no ano letivo de 2011-2012 e a partir de 1 de janeiro de 2012 ao Governo e a todos os serviços, organismos e entidades na dependência do Governo, bem como à publicação do Diário da República. Este diploma adotou, ainda, o Vocabulário Ortográfico do Português, produzido em conformidade com o Acordo Ortográfico, e o conversor Lince como ferramenta de conversão ortográfica de texto para a nova grafia, ambos desenvolvidos pelo Instituto de Linguística Teórica e Computacional, com financiamento público do Fundo da Língua Portuguesa.

#### Inquéritos e sondagens
Numa consulta quanto à aplicação do Acordo levada a cabo em 2005 pelo Instituto Camões, na qual foram inquiridos 27 organismos universitários e editoriais, 25 foram negativos e apenas dois foram positivos. (sendo que um destes pareceres foi de Malaca Casteleiro, linguista pago para avançar com o Acordo em Portugal e por isso de uma opinião bastante contestada pelos seus colegas da Academia.) As críticas incidiram principalmente na artificialidade da aproximação da escrita do português de Portugal à do Brasil e na questão das facultatividades, chegando algumas instituições, como a Associação Portuguesa de Linguística e o Departamento de Linguística da Faculdade de Letras da Universidade de Lisboa, a propor a suspensão imediata do Acordo.
Uma sondagem realizada pelo jornal Correio da Manhã em março de 2009 revelou que 57,3 por cento dos portugueses estavam contra a aplicação do Acordo Ortográfico, tendo 66,3 por cento dos inquiridos afirmado que não pretendia alterar a sua forma de escrever.
No geral, sondagens feitas em Portugal apontam para um parecer negativo do Acordo, como são os casos:
Na TSF, em 2017: onde 91% diz que é melhor rasgar o Acordo e 3% diz que é melhor manter;
Na TVI, um dos canais independentes em Portugal, uma pesquisa de opinião aberta mostra que 85% dos participantes não se habituou às novas regra. Apenas 16% acreditam que as crianças não se podiam habituar às regras antigas.

#### Petições, iniciativas de cidadãos e audições parlamentares

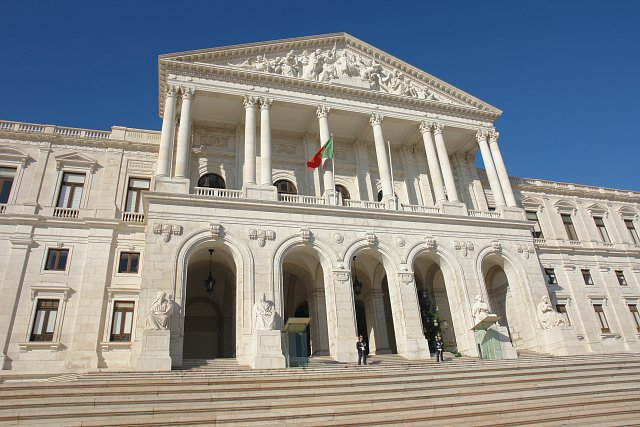
Assembleia da República, em Lisboa

A 7 de abril de 2008, a Comissão Parlamentar de Ética, Sociedade e Cultura da Assembleia da República promoveu uma audição pública dos diversos intervenientes no processo. De um lado, afirmaram-se os altos custos que implicaria a adoção do Acordo, a desfiguração da escrita e da pronúncia do lado português (sendo que esta última não é considerada, apenas a pronúncia brasileira) , o aproveitamento geopolítico e económico por parte do Brasil, a falta de consideração pelos restantes países da CPLP, as diferenças léxicais e sintáticas já existentes nos diversos países, invocando-se mesmo a inconstitucionalidade do tratado. Do outro lado, salientou-se a importância do Acordo para a unidade da língua portuguesa, sua visibilidade e afirmação no mundo, a rapidez com que a nova grafia entrará (supostamente) nos hábitos dos portugueses e, a propósito da alegada inconstitucionalidade, foi recordado que juristas como Vital Moreira já se tinham pronunciado a favor da constitucionalidade do Acordo Ortográfico.
Marcelo Rebelo de Sousa, actual Presidente de Portugal, jurista e professor de direito, nunca se mostrou a favor do Acordo Ortográfico, aproveitando uma visita a Moçambique para lembrar que, caso este não aplique o Acordo, é uma boa oportunidade para Portugal o suspender. "Nós estamos à espera que Moçambique decida sim ou não ao Acordo Ortográfico. Se decidir que não, mais Angola, é uma oportunidade para repensar essa matéria." "Mas o cidadão Marcelo Rebelo de Sousa escrevia tal como escrevem os moçambicanos, que não é de acordo com o Acordo Ortográfico", acrescentou. (alusão ao facto de que, se alguém trabalhar para o Estado, é obrigado a aderir ao Acordo, mesmo que o rejeite.)
Paralelamente, no meio virtual começaram a circular diversas petições, tanto a favor, como contra o Acordo Ortográfico. A mais mediática das petições contra, autodesignada "Manifesto em Defesa da Língua Portuguesa Contra o Acordo Ortográfico" — que, para além do Acordo, condenava também a alegada degradação dos programas de português nos graus básico e secundário, defendendo a reposição do ensino da literatura —, foi originalmente subscrita por figuras de destaque no panorama político, cultural e científico português, tendo recebido amplo apoio de figuras provenientes de diversos quadrantes da sociedade portuguesa.
Em maio e junho de 2008, os signatários da Petição/Manifesto entregaram ao Presidente da Assembleia da República e ao Presidente da República as assinaturas recolhidas, acompanhadas de pareceres de índole fundamentalmente linguística, contrários ao Acordo. A 8 de abril de 2009 a petição foi apreciada pela Comissão Parlamentar de Ética, Sociedade e Cultura que, no seu relatório final, considerou merecer "elogio parlamentar positivo, porquanto ao abrigo do Direito de Petição […], veio contribuir para o debate e para a chamada de atenção de uma matéria de relevante interesse público" e ainda que "a reacção da comunidade científica e educativa é preocupante e evidencia a falta de diálogo e a ausência de uma metodologia por parte do Ministério da Educação e do Ministério da Cultura com vista à aplicação do Acordo Ortográfico, apesar da vontade do Governo em acelerar o processo". Vasco Graça Moura, reagindo publicamente à posição da Comissão, afirmou que "passado pouco mais de um ano após a criação da petição, 109 mil pessoas assinaram o manifesto. Algum Governo responsável poderá ignorar um fenómeno mobilizador com esta expressão?". A petição foi finalmente apreciada pelo plenário da Assembleia da República em 20 de maio de 2009, tendo ficado arquivada com 113 206 assinaturas válidas. Nessa sessão, o grupo parlamentar do Partido Socialista reiterou a posição do Governo sobre a aplicação célere do Acordo e informou o parlamento de que a incumbência de elaboração de um Vocabulário Ortográfico da Língua Portuguesa tinha sido entregue ao Instituto de Linguística Teórica e Computacional.
A 1 de março de 2010 uma Iniciativa Legislativa de Cidadãos foi lançada através das redes sociais Facebook e Twitter com o objetivo de também suspender e revogar o tratado em Portugal. O promotor afirmou que "reunirá as 35 mil assinaturas necessárias" para que o texto, a ser redigido por juristas, entre na Assembleia da República, invocando que "este acordo só vale para um lado, que é o Brasil" e que "não tem absolutamente nenhuma vantagem para Portugal". Põe em causa a situação dos profissionais da língua como o tradutores que, segundo ele, "muitos vão ficar sem trabalho porque o custo de vida é mais alto na Europa que no Brasil e um tradutor em Portugal tem que cobrar mais", que não faz sentido dizer "que os brasileiros são a maioria — ou será que a língua é decidida por votação?". Essa iniciativa contou com o apoio do advogado e político Garcia Pereira e da atriz Lídia Franco.
Em janeiro de 2013, por proposta do Partido Comunista Português, foi criado na Assembleia da República um Grupo de Trabalho para o Acompanhamento da Aplicação do Acordo Ortográfico, dentro da Comissão de Educação, Ciência e Cultura, integrando elementos de todos os grupos parlamentares. O Grupo de Trabalho traçou dois grandes objetivos: dotar a Assembleia da República de instrumentos de análise, com vista a prosseguir a defesa e a valorização da língua portuguesa no espaço lusófono; auscultar vários setores da sociedade portuguesa com a finalidade de captar as diversas sensibilidades em relação aos procedimentos para a aplicação do Acordo Ortográfico. No relatório final, apresentado a 30 de julho de 2013, o Grupo de Trabalho fez o ponto de situação da aplicação do Acordo Ortográfico em Portugal, elencando os diversos contributos escritos e orais recolhidos. No entanto, coibiu-se de assumir qualquer posição sobre a matéria, reservando para cada grupo parlamentar a eventual tomada das iniciativas concretas que entendam convenientes.
Em junho de 2015, foi lançada uma petição pública para referendar o Acordo Ortográfico (AO 1990). A iniciativa "Pela Língua Portuguesa, diga NÃO ao Acordo Ortográfico de 1990" contava com 52 mandatários, entre os quais diversas personalidades políticas, bem como dos meios artísticos e científicos, tais como António Arnaut, Bagão Félix, Constança Cunha e Sá, José Pacheco Pereira, Manuel Alegre, Manuela Ferreira Leite, Miguel Sousa Tavares ou Pedro Abrunhosa. Actualmente, a petição Cidadãos contra o "Acordo Ortográfico" de 1990 conta com mais de 21,5 mil assinaturas e com mais de 100 mandatários. 

#### Dicionários e guias
Sob a coordenação de João Malaca Casteleiro, em 2008 a Texto Editores lançou as primeiras obras lexicográficas elaboradas segundo o Acordo Ortográfico em Portugal: um guia e dois dicionários.
A Porto Editora, apesar de ter "manifestado uma posição crítica, considerando que este [Acordo] representa uma má estratégia para a língua portuguesa", dois meses depois, lançou também "um dicionário duplo, com as palavras escritas com a grafia actual e segundo o novo Acordo Ortográfico", bem como um guia. Em meados de 2009, enquadrado numa renovação completa da sua coleção de dicionários, a Porto Editora decidiu reeditá-los todos conforme as regras do Acordo Ortográfico, incluindo os bilíngues. A editora lançou também uma plataforma online que permite converter textos e ficheiros escritos com a antiga ortografia, adaptando-os às regras do novo Acordo. O Conversor do Acordo Ortográfico permite adaptar conteúdos escritos em português europeu e português do Brasil.
Com a adoção do Acordo Ortográfico no ensino a partir do ano letivo de 2011-2012, todos os dicionários editados passaram a obedecer às novas regras, a maioria das vezes incluindo a antiga e a nova grafia de cada palavra. O mesmo se passou com as principais ferramentas informáticas.

#### Vocabulário ortográfico
Apesar do consenso político em torno do tratado ser expressivo, o presidente do Instituto Internacional da Língua Portuguesa, Godofredo de Oliveira Neto, chamou a atenção para a falta de união dos especialistas em torno da matéria, afirmando que o Acordo Ortográfico estava em risco de se "desacordar" dadas as divergências de interpretação entre linguistas portugueses e brasileiros.
Gorada que foi a tentativa de elaboração de um Vocabulário Ortográfico da Língua Portuguesa conjunto entre a Academia das Ciências de Lisboa e a Academia Brasileira de Letras, conforme previsto no Artigo 2.º do próprio Acordo Ortográfico e como afirmou, em 2005, ser sua vontade João Malaca Casteleiro, à época presidente do Instituto de Lexicologia e Lexicografia da ACL, em abril de 2009, o então ministro da Cultura português, José António Pinto Ribeiro, levantou a possibilidade da edição portuguesa do VOLP vir a ser feita por outra entidade, por alegada incapacidade da Academia das Ciências de Lisboa para o fazer. No entanto, em junho do mesmo ano, a ACL anunciava já estar a elaborar uma nova edição do Vocabulário da Língua Portuguesa a publicar até ao final de 2009. Antecipando-se à ACL, em outubro do mesmo ano, a Porto Editora lançou um Vocabulário Ortográfico da Língua Portuguesa com a orientação científica de João Malaca Casteleiro. Em janeiro de 2010 foi publicado no Portal da Língua Portuguesa o Vocabulário Ortográfico do Português, com cerca de 150 mil entradas com informação flexional e derivacional, formação de plurais e conjugação de verbos. Esta obra, desenvolvida pelo Instituto de Linguística Teórica e Computacional e financiada pelo Fundo da Língua Portuguesa, acabou por ser adotada como a obra de referência oficial em Portugal pela Resolução do Conselho de Ministros de 9 de dezembro de 2010.

#### Posição da imprensa
A imprensa portuguesa não tem tido posição fixa sobre o Acordo Ortográfico. Através de editorial, o jornal Público fez saber que não irá adotar as regras do Acordo Ortográfico. José António Lima, diretor adjunto do semanário Sol, jornal vendido em Portugal, Angola e Cabo Verde, declarou que "a intenção é começar a aplicar o acordo o mais rapidamente possível", aguardando apenas pela disponibilização de um corretor adaptado às novas regras. Menos reservas tiveram o semanário Expresso que, após ter manifestado publicamente o seu apoio ao Acordo Ortográfico, começou a utilizá-lo em 26 de junho de 2010; os jornais regionais O Despertar, o Falcão do Minho, o Barlavento e o Jornal do Algarve também já utilizam as novas regras. O diário nacional desportivo Record e o diário generalista Correio da Manhã começaram já a usar as novas normas ortográficas nas suas edições, embora o último de forma gradual. O Diário de Notícias adotou o Acordo Ortográfico a partir de 1 de janeiro de 2012.
A agência noticiosa Lusa começou a publicar todos os seus despachos com o Acordo Ortográfico a partir das zero horas do dia 30 de janeiro de 2010. Os jornais e revistas do grupo Impresa (Expresso, Visão, etc.) passaram a utilizar o Acordo Ortográfico em finais de junho de 2010. No início de 2013, a larga maioria da imprensa portuguesa aplica já o Acordo Ortográfico, com pontuais exceções como os jornais Público, Sol e a revista Sábado.
O serviço público de rádio e televisão portuguesa, a RTP, adotou o novo Acordo Ortográfico a 1 de janeiro de 2011, em «todos os documentos elaborados e produzidos na empresa para efeitos internos e externos», tendo assinado um acordo com o Instituto de Linguística Teórica e Computacional para assegurar ações de formação a todos os trabalhadores. As outras cadeias de televisão, como a SIC e a TVI, bem como a generalidade das que apenas estão disponíveis por cabo, aplicaram também já a reforma.
Em 2013 a Sociedade Portuguesa de Autores (SPA) divulgou que continuará a utilizar a norma ortográfica antiga nos seus documentos e na comunicação escrita com o exterior, por considerar que «este assunto não foi convenientemente resolvido e se encontra longe de estar esclarecido, sobretudo depois de o Brasil ter adiado para 2016 uma decisão final sobre o Acordo Ortográfico e de Angola ter assumido publicamente uma posição contra a entrada em vigor do Acordo». A SPA critica a «forma como este assunto de indiscutível importância cultural e política foi tratado pelo Estado Português» e considera que «não faz sentido dar como consensualizada a nova norma ortográfica quando o maior país do espaço lusófono (Brasil) e também Angola tomaram posições em diferente sentido».

### São Tomé e Príncipe
São Tomé e Príncipe participou nos trabalhos de elaboração do Acordo Ortográfico de 1990 — com uma delegação constituída pelo professor João Hermínio Pontífice e pelo escritor Albertino dos Santos Bragança e firmado pela ministra da Educação e Cultura, Lígia Silva Graça do Espírito Santo Costa —, bem como nas reuniões da CPLP onde os dois protocolos modificativos foram aprovados. Em julho de 2004 foi o anfitrião da V Cimeira da CPLP, realizada em São Tomé, onde foi assinado o "Segundo Protocolo Modificativo" que admitiu Timor-Leste e deliberou que seria suficiente a ratificação do Acordo Ortográfico por três países para que entrasse em vigor.
A 17 de novembro de 2006, de uma assentada, São Tomé e Príncipe ratificou o Acordo e os dois protocolos, sendo o terceiro país (após o Brasil e Cabo Verde) a concluir toda a tramitação para a entrada em vigor do Acordo Ortográfico.
No entanto, esta ação foi rotulada de "decisão política" por alguns intelectuais são-tomenses. A académica e escritora Inocência Mata, muito embora saudasse o Acordo, considerando-o "um instrumento bom para facilitar a aquisição da escrita, particularmente em países em que o índice de analfabetismo é bastante elevado", criticou a falta de debate sobre o assunto no país. "As pessoas da área, escritores, intelectuais, não foram tidas nem achadas", lamentou.
Apesar de, na prática, as novas normas poderem ter entrado em vigor nos três países que já tinham ratificado o Acordo e os protocolos modificativos, considerou-se inviável avançar sem que Portugal também desse por concluído todo o processo. Assim, São Tomé e Príncipe aguardou a conclusão dos trâmites legais nos outros países lusófonos e a concertação de ações para pôr em prática o Acordo Ortográfico.
Em maio de 2015, após o fim do período de transição para Portugal, a diretora-executiva do Instituto Internacional de Língua Portuguesa (IILP), Marisa Mendonça, anunciou que o governo de São Tomé e Príncipe adotaria o Acordo até ao final do ano. Em janeiro de 2016, Marisa Mendonça referiu que a aplicação do Acordo em São Tomé e Príncipe tinha estado a ser "absolutamente pacífica".

### Timor-Leste

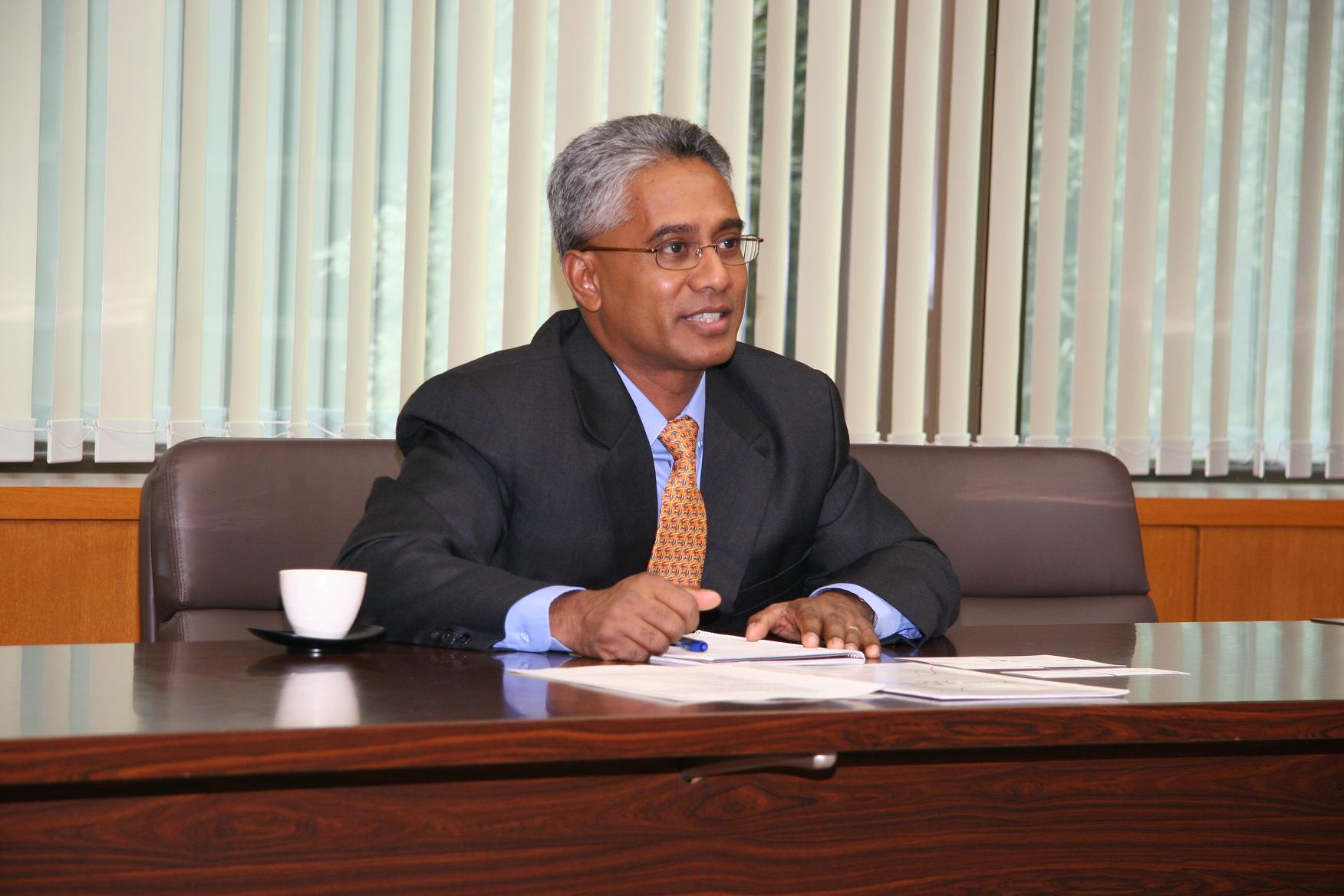
Zacarias da Costa, ministro dos Negócios Estrangeiros de Timor-Leste

Timor-Leste não participou nos trabalhos do Acordo Ortográfico de 1990 porque, na época, o território encontrava-se ocupado pela Indonésia, tendo recuperado a independência somente em 2002. Em julho de 2004 esteve presente na V Cimeira da CPLP, realizada em São Tomé, onde foi assinado o "Segundo Protocolo Modificativo" que, para além de deliberar que seria suficiente a ratificação por três países para que o Acordo Ortográfico entrasse em vigor, também admitiu Timor-Leste ao Acordo.
Em 7 de abril de 2008, na audição pública promovida pela Comissão Parlamentar de Ética, Sociedade e Cultura da Assembleia da República, em Lisboa, o linguista timorense Luís Costa declarou-se favorável à adoção do Acordo, chamando a atenção para a situação particular do seu país nesta questão: "Se não houver unidade ortográfica a confusão será grande, pois temos professores portugueses e brasileiros no país". Em maio de 2008, o ministro dos Negócios Estrangeiros Zacarias da Costa, reiterando o interesse do seu país em participar mais ativamente na CPLP, afirmou como "provável" a adoção do Acordo Ortográfico durante o corrente ano, o que não chegou a acontecer.
A 30 de março de 2009, o Parlamento Nacional de Timor-Leste aprovou o Acordo Ortográfico da Língua Portuguesa, bem como os dois protocolos modificativos, como informou o ministro timorense da Educação, João Câncio Freitas. Timor-Leste tornou-se, assim, o quinto Estado membro da CPLP a ratificar o documento.
Em maio de 2015, a aplicação do Acordo Ortográfico em Timor-Leste ainda se encontrava numa fase embrionária. No entanto, a sua adoção tem sido progressiva, estando já a ser aplicado nas novas publicações oficiais do governo timorense.

## Resumo da situação nos países e regiões lusófonos
| País                | Assinatura             | Ratificação            | Ratificação                | Entrada em vigor     | Fim do período de transição | Últimos desenvolvimentos |
| País                | Assinatura             | Acordo                 | 2.º protocolo modificativo | Entrada em vigor     | Fim do período de transição | Últimos desenvolvimentos |
| ------------------- | ---------------------- | ---------------------- | -------------------------- | -------------------- | --------------------------- | --- |
| Angola              | 16 de dezembro de 1990 | Não                    | Não                        | N/D                  |                             | 2018, junho — A coordenadora da Comissão Nacional de Angola no Instituto Internacional da Língua Portuguesa (IILP), Ana Paula Henriques, referiu que "[a] posição de Angola não é de não ratificar do Acordo Ortográfico, a nossa posição é de conversar com os pares no sentido de apresentar preocupações no sentido de acomodar também Angola num instrumento que é comum, é de todos os membros dos PALOP e CPLP". |
| Brasil              | 16 de dezembro de 1990 | 18 de abril de 1995    | Outubro de 2004            | 1 de janeiro de 2009 | 31 de dezembro de 2015      | 2012, dezembro — adiamento da implementação definitiva do acordo ortográfico para o 1º de janeiro de 2016. |
| Cabo Verde          | 16 de dezembro de 1990 | Abril de 2005          | Abril de 2005              | 1 de outubro de 2009 | 1 de outubro de 2015        | 2009, janeiro — O governo cabo-verdiano prevê um período de transição que poderá variar entre 6 e 10 anos, para a plena implementação do Acordo. 2015, junho — Em outubro, chegará ao fim o período de transição de seis anos para o Novo Acordo Ortográfico da Língua Portuguesa. |
| Galiza              |                        |                        |                            |                      |                             | 2011, janeiro — o jornal Novas da Galiza passou a aplicar o AO em todos os textos de português padrão. 2009, setembro — o Vocabulário Ortográfico da Língua Portuguesa da Porto Editora incorporou o léxico galego elaborado pela AGLP. |
| Guiné-Bissau        | 16 de dezembro de 1990 | 23 de novembro de 2009 | 23 de novembro de 2009     | N/D                  |                             | 2015, maio — A aplicação do Acordo na Guiné-Bissau ainda se encontrava numa fase embrionária. |
| Guiné Equatorial    |                        |                        |                            | N/D                  |                             | 2016, maio — O IILP afirmou que a reimplementação da língua portuguesa no território será feita segundo a nova grafia. |
| Macau               |                        |                        |                            | N/D                  |                             | 2011, abril — Li Changsen, presidente da Comissão para o Ensino e Investigação da Língua Portuguesa do Instituto Politécnico de Macau, afirmou que, apesar do processo de transição estar a ser lento, Macau "tem de seguir esta nova norma e implementá-la até 31 de dezembro de 2012". |
| Moçambique          | 16 de dezembro de 1990 | 7 de junho de 2012     | 7 de junho de 2012         | N/D                  |                             | 2012, junho — O titular da pasta dos Negócios Estrangeiros de Moçambique recusou-se a dizer qual o "período da chamada derrogação", ou seja, "o tempo que Moçambique necessita para ajustar todos os instrumentos necessários para que o acordo seja efetivo". |
| Portugal            | 16 de dezembro de 1990 | 4 de julho de 1991     | 16 de maio de 2008         | 13 de maio de 2009   | 12 de maio de 2015          | 2010, dezembro — Determinada a aplicação do AO1990 ao sistema educativo no ano letivo de 2011/2012, e ao Governo a partir de 1 de janeiro de 2012. |
| São Tomé e Príncipe | 16 de dezembro de 1990 | 17 de novembro de 2006 | 17 de novembro de 2006     | N/D                  |                             | 2015, maio — Marisa Mendonça, a diretora-executiva do IILP, afirmou que São Tomé e Príncipe adotaria o Acordo até ao final do ano. 2016, janeiro — Marisa Mendonça comentou que a aplicação do Acordo em São Tomé e Príncipe tinha estado a ser "absolutamente pacífica”. |
| Timor-Leste         | Julho de 2004          | 30 de março de 2009    | 30 de março de 2009        | N/D                  |                             | 2015, maio — A aplicação do Acordo em Timor-Leste ainda se encontrava numa fase embrionária. 2016, junho — O Acordo Ortográfico já se aplica em plenitude em Timor-Leste. |

### Vocabulários
- 5.ª, ed. (2009), Vocabulário Ortográfico da Língua Portuguesa, Academia Brasileira de Letras
- Vocabulário Ortográfico do Português, Instituto de Linguística Teórica e Computacional.
- Vocabulário Ortográfico, Priberam
- Vocabulário Ortográfico 1.ª ed. , Porto Editora, 2009, consultado em 20 de fevereiro de 2010, arquivado do original em 11 de setembro de 2010

### Conversores ortográficos
- Lince, do Instituto de Linguística Teórica e Computacional

### Documentos
- «Texto completo do Acordo Ortográfico de 1990» (PDF). - inclui o Anexo II - "Nota Explicativa do Acordo Ortográfico da Língua Portuguesa"
- Decreto 43/1991 de 23 de Agosto que ratificou o Acordo Ortográfico em Portugal e Rectificação n.º 19/91
- Decreto legislativo n.º 54 de 1995 que aprovou o Acordo Ortográfico no Brasil
- Decreto legislativo no. 54, de 18.04.1995 - Aprovação pelo Congresso Nacional do Brasil, da adesão ao acordo ortográfico
- Resolução da Assembleia da República n.º 35/2008 que aprovou o Segundo Protocolo Modificativo em Portugal
- Diário da República, 1.ª série — N.º 145 — 29 de Julho de 2008, onde é ratificado o Acordo Ortográfico aprovado pela Resolução da Assembleia da República n.º 35/2008

### Explicações
- «Perguntas e respostas sobre o Acordo Ortográfico». - jornal Público
- Explicações sobre o Acordo Ortográfico
- Tudo sobre o novo Acordo Ortográfico
- Guia Prático da Nova Ortografia- Michaelis, Editora Melhoramentos
- Critérios do FLiP relativamente ao Acordo Ortográfico de 1990
- Temas & Reflexões: O Acordo Ortográfico
- «A comunicação escrita e o acordo ortográfico». por fundação Bradesco

### Multimédia
- Opinião de Manuel Alegre, político e deputado português
- Infografia com perguntas e respostas a três autores lusófonos
- O que os portugueses pensam do Acordo Ortográfico, in TVI24, juntamento com vídeo.

### Opiniões
- Adriano Moreira, jurista e político português: Nenhuma soberania é dona da língua
- António Emiliano, linguista português: As contas e números do Acordo Ortográfico
- Armando Baptista-Bastos, jornalista e escritor português: Andanças da minha escrita
- Carlos Reis, professor português: Acordo Ortográfico: para além de Portugal
- Edite Estrela, professora e eurodeputada portuguesa: Sou a favor
- Evanildo Bechara, académico e gramático brasileiro: A favor do Acordo Ortográfico
- Fernando Henrique Cardoso, sociólogo, professor e político brasileiro: Acordo Ortográfico: A língua pertence ao povo [ligação inativa]
- Francisco José Viegas, jornalista e escritor português: Acordo ortográfico talvez sim
- Francisco Seixas da Costa, diplomata português: Acordo Ortográfico tem uma dimensão estratégica
- Gilberto Gil, músico e político brasileiro: Acordo Ortográfico é benéfico para todos os usuários da Língua Portuguesa
- Inês Pedrosa, jornalista e escritora portuguesa: Em vez da coisa, o Acordo
- Isabel Pires de Lima, deputada e professora portuguesa: Em favor da revisão do Acordo Ortográfico: três ordens de razões "culturais"
- João Malaca Casteleiro, linguista português: Acordo Ortográfico: Opositores têm posição "tacanha"
- José Pinto Ribeiro, jurista e político português: Mudança que se enquadra numa política de língua internacional
- José Eduardo Agualusa, escritor angolano: Acorda, Acordo, ou dorme para sempre
- João Roque Dias, tradutor português: Não ao Acordo Ortográfico
- José Saramago, escritor português: Saramago e o Acordo Ortográfico
- Vasco Graça Moura, escritor e ex-eurodeputado português: Não!
- Vasco Pulido Valente, historiador e investigador português: Muito barulho para nada